# 1874
Portal Geschichte | Portal Biografien | Aktuelle Ereignisse | Jahreskalender | Tagesartikel

◄ |
18. Jahrhundert |
19. Jahrhundert
| 20. Jahrhundert | ►

◄ |
1840er |
1850er |
1860er |
1870er
| 1880er | 1890er | 1900er | ►

◄◄ |
◄ |
1870 |
1871 |
1872 |
1873 |
1874
| 1875 | 1876 | 1877 | 1878 | ► | ►►
Staatsoberhäupter · Wahlen · Nekrolog · Kunstjahr · Literaturjahr · Musikjahr   · Sportjahr
| Januar | Januar | Januar | Januar | Januar | Januar | Januar | Januar |
| Kw     | Mo     | Di     | Mi     | Do     | Fr     | Sa     | So     |
| ------ | ------ | ------ | ------ | ------ | ------ | ------ | ------ |
| 1      |        |        |        | 1      | 2      | 3      | 4      |
| 2      | 5      | 6      | 7      | 8      | 9      | 10     | 11     |
| 3      | 12     | 13     | 14     | 15     | 16     | 17     | 18     |
| 4      | 19     | 20     | 21     | 22     | 23     | 24     | 25     |
| 5      | 26     | 27     | 28     | 29     | 30     | 31     |        |

| Februar | Februar | Februar | Februar | Februar | Februar | Februar | Februar |
| Kw      | Mo      | Di      | Mi      | Do      | Fr      | Sa      | So      |
| ------- | ------- | ------- | ------- | ------- | ------- | ------- | ------- |
| 5       |         |         |         |         |         |         | 1       |
| 6       | 2       | 3       | 4       | 5       | 6       | 7       | 8       |
| 7       | 9       | 10      | 11      | 12      | 13      | 14      | 15      |
| 8       | 16      | 17      | 18      | 19      | 20      | 21      | 22      |
| 9       | 23      | 24      | 25      | 26      | 27      | 28      |         |

| März | März | März | März | März | März | März | März |
| Kw   | Mo   | Di   | Mi   | Do   | Fr   | Sa   | So   |
| ---- | ---- | ---- | ---- | ---- | ---- | ---- | ---- |
| 9    |      |      |      |      |      |      | 1    |
| 10   | 2    | 3    | 4    | 5    | 6    | 7    | 8    |
| 11   | 9    | 10   | 11   | 12   | 13   | 14   | 15   |
| 12   | 16   | 17   | 18   | 19   | 20   | 21   | 22   |
| 13   | 23   | 24   | 25   | 26   | 27   | 28   | 29   |
| 14   | 30   | 31   |      |      |      |      |      |

| April | April | April | April | April | April | April | April |
| Kw    | Mo    | Di    | Mi    | Do    | Fr    | Sa    | So    |
| ----- | ----- | ----- | ----- | ----- | ----- | ----- | ----- |
| 14    |       |       | 1     | 2     | 3     | 4     | 5     |
| 15    | 6     | 7     | 8     | 9     | 10    | 11    | 12    |
| 16    | 13    | 14    | 15    | 16    | 17    | 18    | 19    |
| 17    | 20    | 21    | 22    | 23    | 24    | 25    | 26    |
| 18    | 27    | 28    | 29    | 30    |       |       |       |

| Mai | Mai | Mai | Mai | Mai | Mai | Mai | Mai |
| Kw  | Mo  | Di  | Mi  | Do  | Fr  | Sa  | So  |
| --- | --- | --- | --- | --- | --- | --- | --- |
| 18  |     |     |     |     | 1   | 2   | 3   |
| 19  | 4   | 5   | 6   | 7   | 8   | 9   | 10  |
| 20  | 11  | 12  | 13  | 14  | 15  | 16  | 17  |
| 21  | 18  | 19  | 20  | 21  | 22  | 23  | 24  |
| 22  | 25  | 26  | 27  | 28  | 29  | 30  | 31  |

| Juni | Juni | Juni | Juni | Juni | Juni | Juni | Juni |
| Kw   | Mo   | Di   | Mi   | Do   | Fr   | Sa   | So   |
| ---- | ---- | ---- | ---- | ---- | ---- | ---- | ---- |
| 23   | 1    | 2    | 3    | 4    | 5    | 6    | 7    |
| 24   | 8    | 9    | 10   | 11   | 12   | 13   | 14   |
| 25   | 15   | 16   | 17   | 18   | 19   | 20   | 21   |
| 26   | 22   | 23   | 24   | 25   | 26   | 27   | 28   |
| 27   | 29   | 30   |      |      |      |      |      |

| Juli | Juli | Juli | Juli | Juli | Juli | Juli | Juli |
| Kw   | Mo   | Di   | Mi   | Do   | Fr   | Sa   | So   |
| ---- | ---- | ---- | ---- | ---- | ---- | ---- | ---- |
| 27   |      |      | 1    | 2    | 3    | 4    | 5    |
| 28   | 6    | 7    | 8    | 9    | 10   | 11   | 12   |
| 29   | 13   | 14   | 15   | 16   | 17   | 18   | 19   |
| 30   | 20   | 21   | 22   | 23   | 24   | 25   | 26   |
| 31   | 27   | 28   | 29   | 30   | 31   |      |      |

| August | August | August | August | August | August | August | August |
| Kw     | Mo     | Di     | Mi     | Do     | Fr     | Sa     | So     |
| ------ | ------ | ------ | ------ | ------ | ------ | ------ | ------ |
| 31     |        |        |        |        |        | 1      | 2      |
| 32     | 3      | 4      | 5      | 6      | 7      | 8      | 9      |
| 33     | 10     | 11     | 12     | 13     | 14     | 15     | 16     |
| 34     | 17     | 18     | 19     | 20     | 21     | 22     | 23     |
| 35     | 24     | 25     | 26     | 27     | 28     | 29     | 30     |
| 36     | 31     |        |        |        |        |        |        |

| September | September | September | September | September | September | September | September |
| Kw        | Mo        | Di        | Mi        | Do        | Fr        | Sa        | So        |
| --------- | --------- | --------- | --------- | --------- | --------- | --------- | --------- |
| 36        |           | 1         | 2         | 3         | 4         | 5         | 6         |
| 37        | 7         | 8         | 9         | 10        | 11        | 12        | 13        |
| 38        | 14        | 15        | 16        | 17        | 18        | 19        | 20        |
| 39        | 21        | 22        | 23        | 24        | 25        | 26        | 27        |
| 40        | 28        | 29        | 30        |           |           |           |           |

| Oktober | Oktober | Oktober | Oktober | Oktober | Oktober | Oktober | Oktober |
| Kw      | Mo      | Di      | Mi      | Do      | Fr      | Sa      | So      |
| ------- | ------- | ------- | ------- | ------- | ------- | ------- | ------- |
| 40      |         |         |         | 1       | 2       | 3       | 4       |
| 41      | 5       | 6       | 7       | 8       | 9       | 10      | 11      |
| 42      | 12      | 13      | 14      | 15      | 16      | 17      | 18      |
| 43      | 19      | 20      | 21      | 22      | 23      | 24      | 25      |
| 44      | 26      | 27      | 28      | 29      | 30      | 31      |         |

| November | November | November | November | November | November | November | November |
| Kw       | Mo       | Di       | Mi       | Do       | Fr       | Sa       | So       |
| -------- | -------- | -------- | -------- | -------- | -------- | -------- | -------- |
| 44       |          |          |          |          |          |          | 1        |
| 45       | 2        | 3        | 4        | 5        | 6        | 7        | 8        |
| 46       | 9        | 10       | 11       | 12       | 13       | 14       | 15       |
| 47       | 16       | 17       | 18       | 19       | 20       | 21       | 22       |
| 48       | 23       | 24       | 25       | 26       | 27       | 28       | 29       |
| 49       | 30       |          |          |          |          |          |          |

| Dezember | Dezember | Dezember | Dezember | Dezember | Dezember | Dezember | Dezember |
| Kw       | Mo       | Di       | Mi       | Do       | Fr       | Sa       | So       |
| -------- | -------- | -------- | -------- | -------- | -------- | -------- | -------- |
| 49       |          | 1        | 2        | 3        | 4        | 5        | 6        |
| 50       | 7        | 8        | 9        | 10       | 11       | 12       | 13       |
| 51       | 14       | 15       | 16       | 17       | 18       | 19       | 20       |
| 52       | 21       | 22       | 23       | 24       | 25       | 26       | 27       |
| 53       | 28       | 29       | 30       | 31       |          |          |          |

| Januar | Januar | Januar | Januar | Januar | Januar | Januar | Januar |
| Kw     | Mo     | Di     | Mi     | Do     | Fr     | Sa     | So     |
| ------ | ------ | ------ | ------ | ------ | ------ | ------ | ------ |
| 1      |        |        |        | 1      | 2      | 3      | 4      |
| 2      | 5      | 6      | 7      | 8      | 9      | 10     | 11     |
| 3      | 12     | 13     | 14     | 15     | 16     | 17     | 18     |
| 4      | 19     | 20     | 21     | 22     | 23     | 24     | 25     |
| 5      | 26     | 27     | 28     | 29     | 30     | 31     |        |

| Februar | Februar | Februar | Februar | Februar | Februar | Februar | Februar |
| Kw      | Mo      | Di      | Mi      | Do      | Fr      | Sa      | So      |
| ------- | ------- | ------- | ------- | ------- | ------- | ------- | ------- |
| 5       |         |         |         |         |         |         | 1       |
| 6       | 2       | 3       | 4       | 5       | 6       | 7       | 8       |
| 7       | 9       | 10      | 11      | 12      | 13      | 14      | 15      |
| 8       | 16      | 17      | 18      | 19      | 20      | 21      | 22      |
| 9       | 23      | 24      | 25      | 26      | 27      | 28      |         |

| März | März | März | März | März | März | März | März |
| Kw   | Mo   | Di   | Mi   | Do   | Fr   | Sa   | So   |
| ---- | ---- | ---- | ---- | ---- | ---- | ---- | ---- |
| 9    |      |      |      |      |      |      | 1    |
| 10   | 2    | 3    | 4    | 5    | 6    | 7    | 8    |
| 11   | 9    | 10   | 11   | 12   | 13   | 14   | 15   |
| 12   | 16   | 17   | 18   | 19   | 20   | 21   | 22   |
| 13   | 23   | 24   | 25   | 26   | 27   | 28   | 29   |
| 14   | 30   | 31   |      |      |      |      |      |

| April | April | April | April | April | April | April | April |
| Kw    | Mo    | Di    | Mi    | Do    | Fr    | Sa    | So    |
| ----- | ----- | ----- | ----- | ----- | ----- | ----- | ----- |
| 14    |       |       | 1     | 2     | 3     | 4     | 5     |
| 15    | 6     | 7     | 8     | 9     | 10    | 11    | 12    |
| 16    | 13    | 14    | 15    | 16    | 17    | 18    | 19    |
| 17    | 20    | 21    | 22    | 23    | 24    | 25    | 26    |
| 18    | 27    | 28    | 29    | 30    |       |       |       |

| Mai | Mai | Mai | Mai | Mai | Mai | Mai | Mai |
| Kw  | Mo  | Di  | Mi  | Do  | Fr  | Sa  | So  |
| --- | --- | --- | --- | --- | --- | --- | --- |
| 18  |     |     |     |     | 1   | 2   | 3   |
| 19  | 4   | 5   | 6   | 7   | 8   | 9   | 10  |
| 20  | 11  | 12  | 13  | 14  | 15  | 16  | 17  |
| 21  | 18  | 19  | 20  | 21  | 22  | 23  | 24  |
| 22  | 25  | 26  | 27  | 28  | 29  | 30  | 31  |

| Juni | Juni | Juni | Juni | Juni | Juni | Juni | Juni |
| Kw   | Mo   | Di   | Mi   | Do   | Fr   | Sa   | So   |
| ---- | ---- | ---- | ---- | ---- | ---- | ---- | ---- |
| 23   | 1    | 2    | 3    | 4    | 5    | 6    | 7    |
| 24   | 8    | 9    | 10   | 11   | 12   | 13   | 14   |
| 25   | 15   | 16   | 17   | 18   | 19   | 20   | 21   |
| 26   | 22   | 23   | 24   | 25   | 26   | 27   | 28   |
| 27   | 29   | 30   |      |      |      |      |      |

| Juli | Juli | Juli | Juli | Juli | Juli | Juli | Juli |
| Kw   | Mo   | Di   | Mi   | Do   | Fr   | Sa   | So   |
| ---- | ---- | ---- | ---- | ---- | ---- | ---- | ---- |
| 27   |      |      | 1    | 2    | 3    | 4    | 5    |
| 28   | 6    | 7    | 8    | 9    | 10   | 11   | 12   |
| 29   | 13   | 14   | 15   | 16   | 17   | 18   | 19   |
| 30   | 20   | 21   | 22   | 23   | 24   | 25   | 26   |
| 31   | 27   | 28   | 29   | 30   | 31   |      |      |

| August | August | August | August | August | August | August | August |
| Kw     | Mo     | Di     | Mi     | Do     | Fr     | Sa     | So     |
| ------ | ------ | ------ | ------ | ------ | ------ | ------ | ------ |
| 31     |        |        |        |        |        | 1      | 2      |
| 32     | 3      | 4      | 5      | 6      | 7      | 8      | 9      |
| 33     | 10     | 11     | 12     | 13     | 14     | 15     | 16     |
| 34     | 17     | 18     | 19     | 20     | 21     | 22     | 23     |
| 35     | 24     | 25     | 26     | 27     | 28     | 29     | 30     |
| 36     | 31     |        |        |        |        |        |        |

| September | September | September | September | September | September | September | September |
| Kw        | Mo        | Di        | Mi        | Do        | Fr        | Sa        | So        |
| --------- | --------- | --------- | --------- | --------- | --------- | --------- | --------- |
| 36        |           | 1         | 2         | 3         | 4         | 5         | 6         |
| 37        | 7         | 8         | 9         | 10        | 11        | 12        | 13        |
| 38        | 14        | 15        | 16        | 17        | 18        | 19        | 20        |
| 39        | 21        | 22        | 23        | 24        | 25        | 26        | 27        |
| 40        | 28        | 29        | 30        |           |           |           |           |

| Oktober | Oktober | Oktober | Oktober | Oktober | Oktober | Oktober | Oktober |
| Kw      | Mo      | Di      | Mi      | Do      | Fr      | Sa      | So      |
| ------- | ------- | ------- | ------- | ------- | ------- | ------- | ------- |
| 40      |         |         |         | 1       | 2       | 3       | 4       |
| 41      | 5       | 6       | 7       | 8       | 9       | 10      | 11      |
| 42      | 12      | 13      | 14      | 15      | 16      | 17      | 18      |
| 43      | 19      | 20      | 21      | 22      | 23      | 24      | 25      |
| 44      | 26      | 27      | 28      | 29      | 30      | 31      |         |

| November | November | November | November | November | November | November | November |
| Kw       | Mo       | Di       | Mi       | Do       | Fr       | Sa       | So       |
| -------- | -------- | -------- | -------- | -------- | -------- | -------- | -------- |
| 44       |          |          |          |          |          |          | 1        |
| 45       | 2        | 3        | 4        | 5        | 6        | 7        | 8        |
| 46       | 9        | 10       | 11       | 12       | 13       | 14       | 15       |
| 47       | 16       | 17       | 18       | 19       | 20       | 21       | 22       |
| 48       | 23       | 24       | 25       | 26       | 27       | 28       | 29       |
| 49       | 30       |          |          |          |          |          |          |

| Dezember | Dezember | Dezember | Dezember | Dezember | Dezember | Dezember | Dezember |
| Kw       | Mo       | Di       | Mi       | Do       | Fr       | Sa       | So       |
| -------- | -------- | -------- | -------- | -------- | -------- | -------- | -------- |
| 49       |          | 1        | 2        | 3        | 4        | 5        | 6        |
| 50       | 7        | 8        | 9        | 10       | 11       | 12       | 13       |
| 51       | 14       | 15       | 16       | 17       | 18       | 19       | 20       |
| 52       | 21       | 22       | 23       | 24       | 25       | 26       | 27       |
| 53       | 28       | 29       | 30       | 31       |          |          |          |

## Ereignisse

### Politik und Weltgeschehen

#### Brüsseler Konferenz
- 27. Juli bis 27. August: Die auf Initiative des russischen Zaren Alexander II. einberufene Brüsseler Konferenz von 1874, an der 15 europäische Staaten teilnehmen, endet mit der Verabschiedung der Deklaration über die Gesetze und Gebräuche des Krieges. Sie legt unter anderem ein Verbot des Einsatzes giftiger Substanzen zur Kriegsführung sowie ein Verbot der Tötung eines wehrlosen oder sich ergebenden Gegners fest. Des Weiteren enthält sie Regeln für Belagerungen und für Bombardierungen. Die von Friedrich Fromhold Martens erarbeitete Deklaration wird zwar nie völkerrechtlich bindend, wird aber zum Vorbild der Haager Friedenskonferenzen und zur Vorlage für die Haager Landkriegsordnung.

#### Deutsches Kaiserreich

Die Ergebnisse der Reichstagswahl nach Wahlkreisen

- 10. Januar: Deutsches Reich: Bei der 2. Wahl zum deutschen Reichstag liegt die Wahlbeteiligung bei ca. 61,2 % und damit deutlich höher als bei der Reichstagswahl 1871. Zum ersten Mal ziehen Abgeordnete aus dem Reichsland Elsaß-Lothringen in den Reichstag ein. Alle 15 elsaß-lothringischen Wahlkreise werden von pro-französischen elsässisch-lothringischen Regionalisten gewonnen. Gewinner der Wahl sind die Nationalliberalen und das Zentrum, Verluste müssen dagegen die Konservative Partei und die Liberale Reichspartei hinnehmen. Die getrennt angetretenen sozialdemokratischen Parteien (SDAP und ADAV) erringen trotz ihrer Differenzen insgesamt neun Mandate. Bei der Parlamentsarbeit zeigen sich bald in vielen Fragen deutliche Übereinstimmungen zwischen beiden Arbeiterparteien. Ungewollt verstärkt auch der Staat durch Repressionsmaßnahmen, die Anhänger beider Parteien treffen, die Tendenz zur Vereinigung noch. Es kommt zu Hausdurchsuchungen und führende Mitglieder beider Parteien wie Wilhelm Hasenclever und Johann Most werden verhaftet. In Preußen wird der ADAV, in Bayern die SDAP verboten. Die Verhandlungen der beiden Parteien über eine Vereinigung beginnen Mitte Oktober.
- 23. Januar: Der Preußische Landtag verabschiedet das Gesetz über die obligatorische Zivilehe. In Preußen ist nunmehr auch die Ehescheidung möglich.
- 26. Februar: 30 grundbesitzende Adlige aus den preußischen Provinzen Brandenburg, Pommern, (Ost-)Preußen, Sachsen und Schlesien gründen in Berlin die Deutsche Adelsgenossenschaft. Sie soll dem als verderblich angesehenen Liberalismus der Zeit entgegenwirken und ein konservatives Gegengewicht setzen.
- 4. Mai: Der Reichstag verabschiedet das Expatriierungsgesetz, eines der sogenannten Maigesetze. Es erlaubt „renitenten“ Geistlichen, das sind solche, die sich an bestimmte gesetzliche während des preußischen Kulturkampfs erlassene Gesetze nicht halten, Aufenthaltsbeschränkungen bis hin zur Landesverweisung aufzuerlegen.
- 1. Juli: Das am 7. Mai beschlossene Gesetz über die Presse (Reichspreßgesetz (RPG)) tritt in Kraft. Es regelt das Presserecht und ist in Teilen bis 1966 gültig.

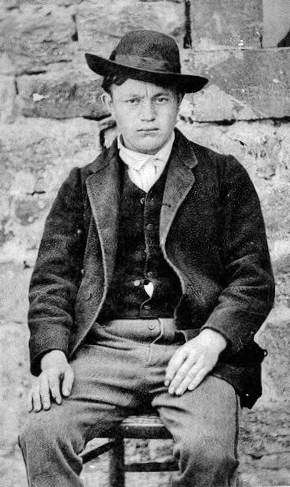
Eduard Kullmann, Foto von Wilhelm Cronenberg, 1874

- 13. Juli: Der 20-jährige Böttchergeselle Eduard Kullmann, ein radikaler Katholik, verübt in Bad Kissingen ein erfolgloses Attentat auf Reichskanzler Otto von Bismarck. Der Opernsänger José Lederer kann den Attentäter festhalten, der im folgenden Prozess zu 14 Jahren Zuchthaus verurteilt wird.
- 1. Oktober: Im Rahmen des Kulturkampfes wird in Preußen durch Schaffung des staatlichen Standesamts die obligatorische Zivilehe eingeführt.

#### Österreich-Ungarn
- 5. April: In Neudörfl beginnt, als vertrauliche Besprechung ausgegeben, der Gründungsparteitag der Sozialdemokratischen Arbeiterpartei in Österreich. Richtungskämpfe lassen die Partei jedoch erst durch das Wirken Viktor Adlers auf dem Hainfelder Parteitag ab dem Jahr 1889 entstehen.

#### Schweiz
- 1. Januar: Karl Schenk wird zum dritten Mal Bundespräsident der Schweiz.

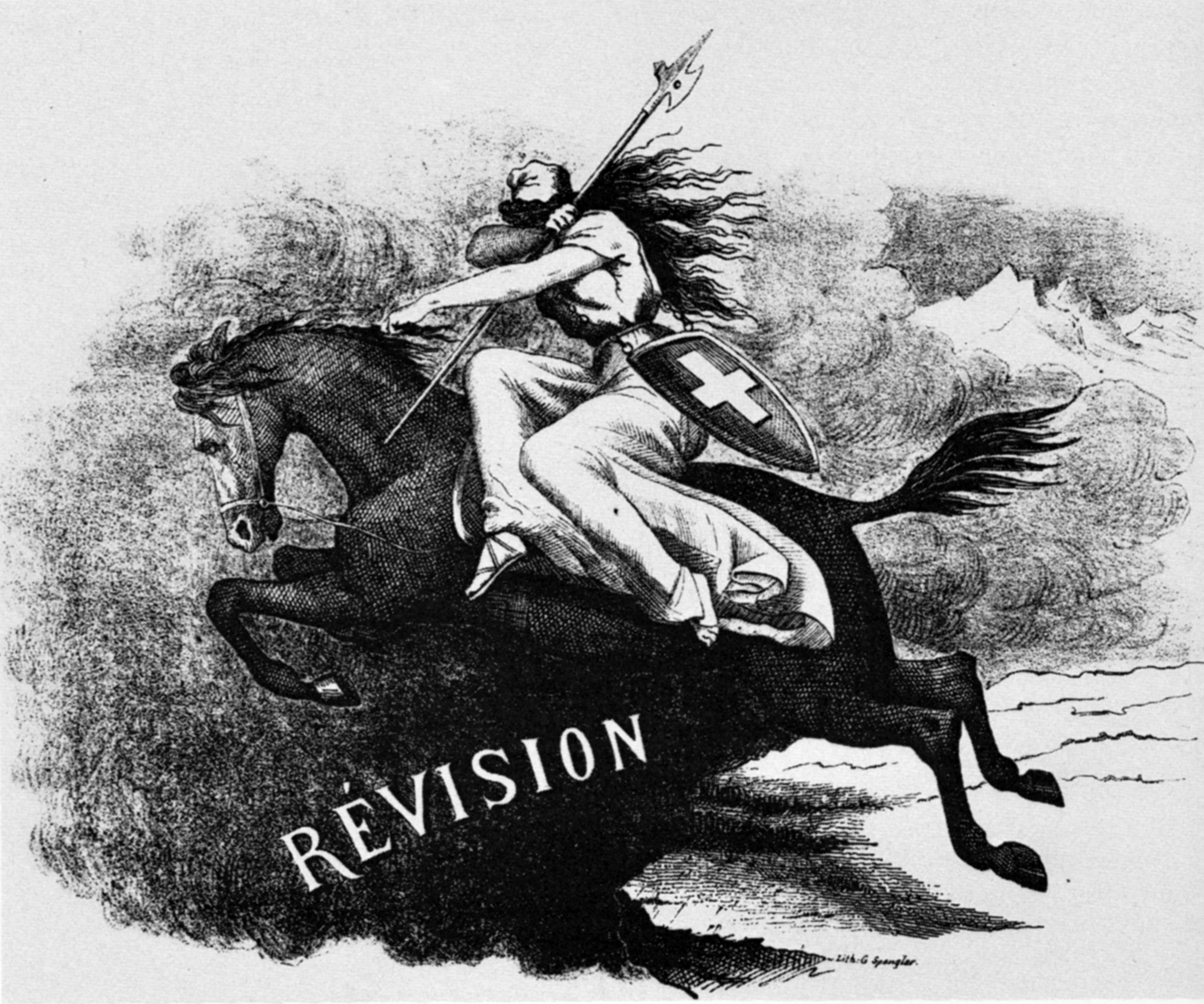
Flugblatt der Gegner der Totalrevision

- 19. April: Bei einer Volksabstimmung wird die Totalrevision der Schweizer Bundesverfassung angenommen. Es handelt sich um einen Kompromiss, nachdem eine Vorlage zur Totalrevision zwei Jahre früher gescheitert ist. Das neue Gesetz sieht den Ausbau der Bundeskompetenzen und der Volksrechte vor. Mit dieser Totalrevision wird auch das Gesetzesreferendum auf eidgenössischer Ebene eingeführt. Außerdem werden Körperstrafen, Schuldhaft und Todesstrafe abgeschafft. Die neue Verfassung tritt am 29. Mai in Kraft.
- 21. Dezember: Im Kulturkampf in der Schweiz lösen die Behörden das Bistum Basel nach einem Streit mit Bischof Eugène Lachat auf.

#### Frankreich
- 22. Mai: Das royalistische Kabinett Broglie II wird gestürzt und vom ultraroyalistischen Kabinett Courtot de Cissey unter Ernest Courtot de Cissey abgelöst.

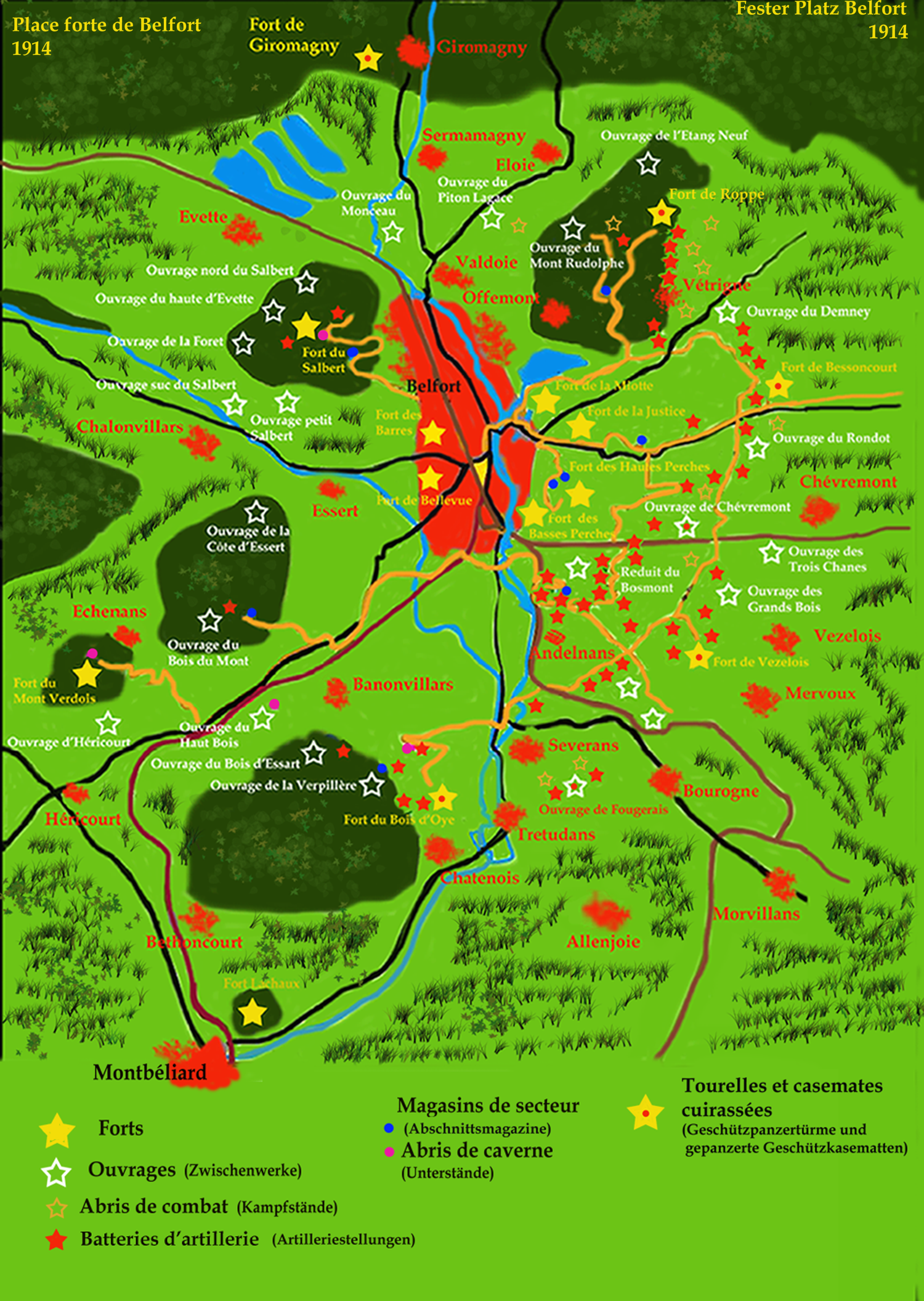
Plan des Festen Platzes Belfort als Teil der Barrière de fer

- Dritte Französische Republik: Unter der Leitung von Raymond Adolphe Séré de Rivières beginnt das 1872 gegründete Comité de défense mit dem Aufbau der Barrière de fer, einer Befestigungslinie entlang der französischen Grenzen.

#### Island
- 2. August: Island feiert die Tausendjahrfeier seiner Besiedlung.

#### Italien
- 10. September: Papst Pius IX. verbietet in der Bulle Non expedit den italienischen Katholiken aktiv oder passiv an Wahlen teilzunehmen. Hintergrund ist die Besetzung des Kirchenstaates durch italienische Truppen im Jahr 1870 und die Römische Frage betreffend den politischen Status der Stadt Rom und der Vatikanstadt.
- 8./15. November: Bei der Parlamentswahl in Italien 1874 besitzen 2,1 % der Bevölkerung das Wahlrecht. Davon beteiligen sich etwas mehr als die Hälfte an der Wahl. Marco Minghetti bleibt Ministerpräsident.

#### Spanien
- 3. Januar: Mit einem Putsch durch General Manuel Pavía endet de facto die Erste Spanische Republik. Präsident Emilio Castelar legt sein Amt nieder. Francisco Serrano Domínguez wird am nächsten Tag Präsident und regiert diktatorisch. Er führt den seit 1872 andauernden Krieg gegen die Carlisten ohne entscheidende Erfolge weiter.

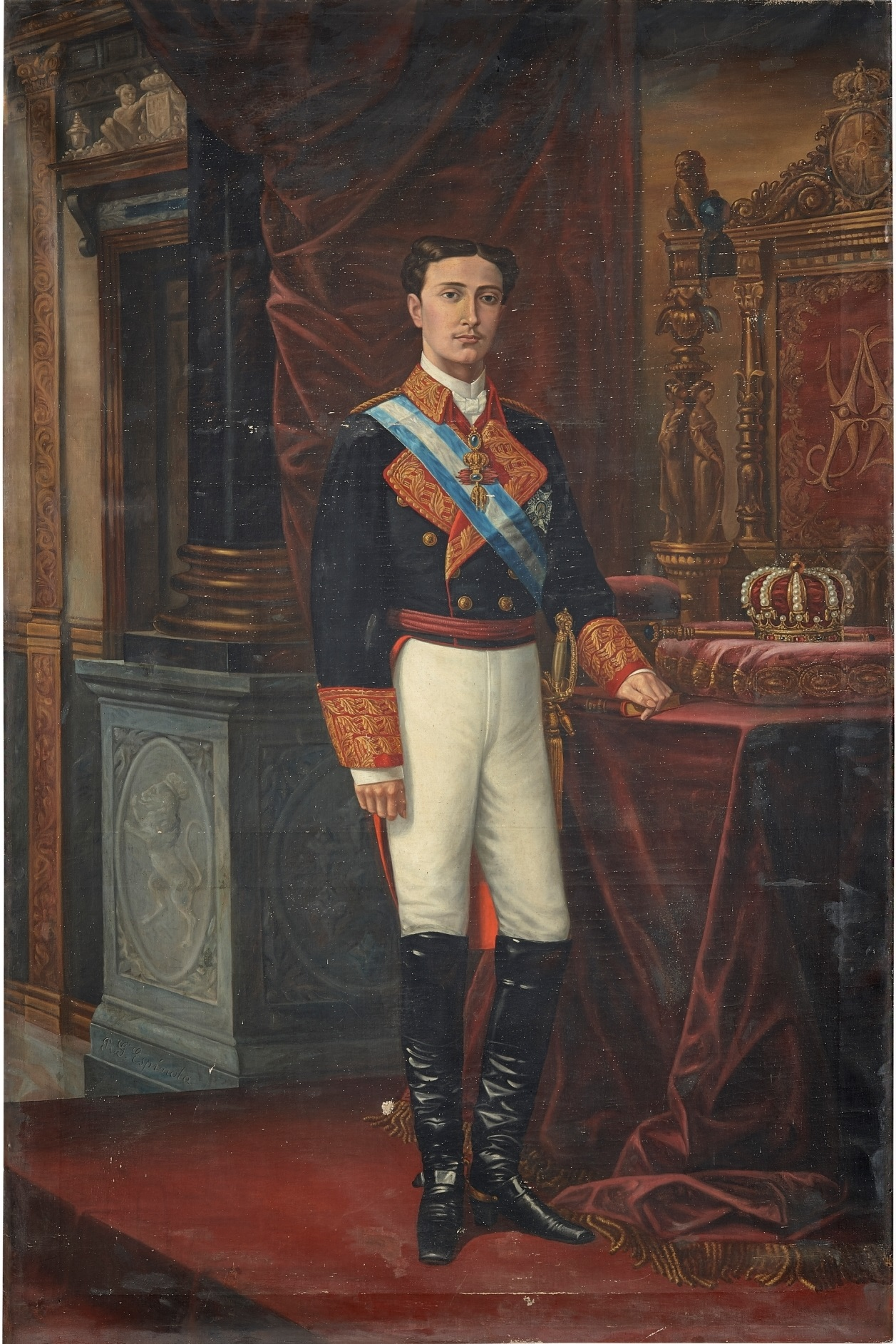
Alfons XII. nach der Thronbesteigung

- 29. Dezember: In Sagunto wird mit Rückendeckung durch die Generalität unter Arsenio Martínez-Campos der Bourbone Alfons XII. zum König von Spanien ausgerufen.

#### Kanada
- 22. Januar: Bei der vorgezogenen Parlamentswahl in Kanada sind die Bewohner von Prince Edward Island erstmals wahlberechtigt. Zum ersten Mal kommt auch das Prinzip der geheimen Wahl zur Anwendung. Die in den Pacific-Skandal verwickelten Konservativen unter John Macdonald erleiden eine empfindliche Niederlage. Die Liberale Partei Kanadas gewinnt die Mehrheit der Sitze, der bisherige Übergangspremier Alexander Mackenzie bildet eine Regierung. Sein wichtigstes Anliegen während seiner Regierungszeit war die Reform und Vereinfachung der staatlichen Verwaltung.

#### Vereinigte Staaten von Amerika
- März: Das Bureau of Indian Affairs gründet gemeinsam mit der Armee im Bundesstadt Nebraska das Fort Robinson. Die dort stationierten Soldaten sollen eigentlich die Einhaltung des Vertrags von Fort Laramie durchsetzen und das vertragswidrige Eindringen von weißen Jägern, Glücksrittern, Goldsuchern und Siedlern auf das Indianerland der Great Sioux Nation unterbinden. Im gleichen Jahr schickt die US-Regierung allerdings eine Expedition unter dem militärischen Schutz von George Armstrong Custer in die Black Hills, bei der dort Gold entdeckt wird. Der daraufhin in den Black Hills einsetzende Goldrausch führt im folgenden Jahr schließlich zum Krieg.
- 1. Juni bis 3. November: Bei den Wahlen zum Repräsentantenhaus der Vereinigten Staaten 1874 gewinnt die Demokratische Partei erstmals seit 1860 wieder die Mehrheit.
- 20. Juli: In Texas beginnt der Red-River-Krieg.
- In Louisiana wird die White League gegründet, eine paramilitärische rassistische Organisation von weißen Bewohnern mit dem Ziel, sich gegen die Reconstruction zur Wehr zu setzen. Schwarze sollen eingeschüchtert und Mitglieder der Republikanischen Partei aus ihren Ämtern getrieben werden. Am 4. September liefern sich 5.000 Mitglieder der White League eine Schlacht mit 3.500 Polizisten der Stadt New Orleans und bringen in der sogenannten Schlacht vom Liberty Place den Regierungssitz des republikanischen Gouverneurs William P. Kellogg in ihre Gewalt. Sie verfolgen Kelloggs Absetzung und die Ernennung des Kandidaten der Demokratischen Partei John McEnery an seiner Stelle. Kellogg bittet US-Präsidenten Ulysses S. Grant um Hilfe, der daraufhin Truppen nach New Orleans schickt. Nach drei Tagen haben diese die alten Machtverhältnisse wiederhergestellt. Bei den Kämpfen verlieren 100 Menschen ihr Leben.
- 25. November: In Indianapolis findet der Gründungsparteitag der Independent National Party statt. Gegründet wird die sogenannte Greenback Party hauptsächlich von Landwirten, die während der Panik von 1873 finanziell zu Schaden gekommen sind. Die Partei kündigt an, größere Mengen Geld zu emittieren, im Glauben, dies würde vor allem den Farmern helfen, höhere Preise zu erzielen und Schulden leichter bezahlen zu können.

#### Karibik
- 6. April: Ignacio María González wird Präsident der Dominikanischen Republik. Aufgrund innerer Unruhen nimmt er ab dem 10. September wie im Vorjahr als Oberster Führer besondere Regierungsvollmachten wahr. In seine zweijährigen Regierungszeit versucht er die wirtschaftlichen und sozialen Beziehungen zum Nachbarland Haiti aber auch zur vorherigen Kolonialmacht Spanien auszubauen. Dabei bemüht er sich um eine Legalisierung der Handelsbeziehungen durch den Abschluss eines Vertrages. Ein weiterer wichtiger Schritt ist die Annullierung der Vereinbarung seines Vorgängers Buenaventura Báez mit der Samaná Bay Company, um die volle Souveränität der Dominikanischen Republik über die Bucht von Samaná und die Halbinsel von Samaná zurückzuerlangen. Letztlich ist seine Regierung jedoch durch eine Zeit großer Instabilität geprägt, die die junge Zweite Republik belasten.

#### Argentinien
- 6. August: Nicolás Avellaneda wird als Nachfolger von Domingo Faustino Sarmiento zum Präsidenten von Argentinien gewählt. Wenig später versucht der ehemalige Präsident Bartolomé Mitre durch einen Aufstand neuerlich an die Macht zu kommen. Seine Truppen werden jedoch am 26. November in der Schlacht von La Verde von den Regierungstruppen geschlagen. Am 17. Dezember bricht der Aufstand endgültig zusammen.

#### Afrika

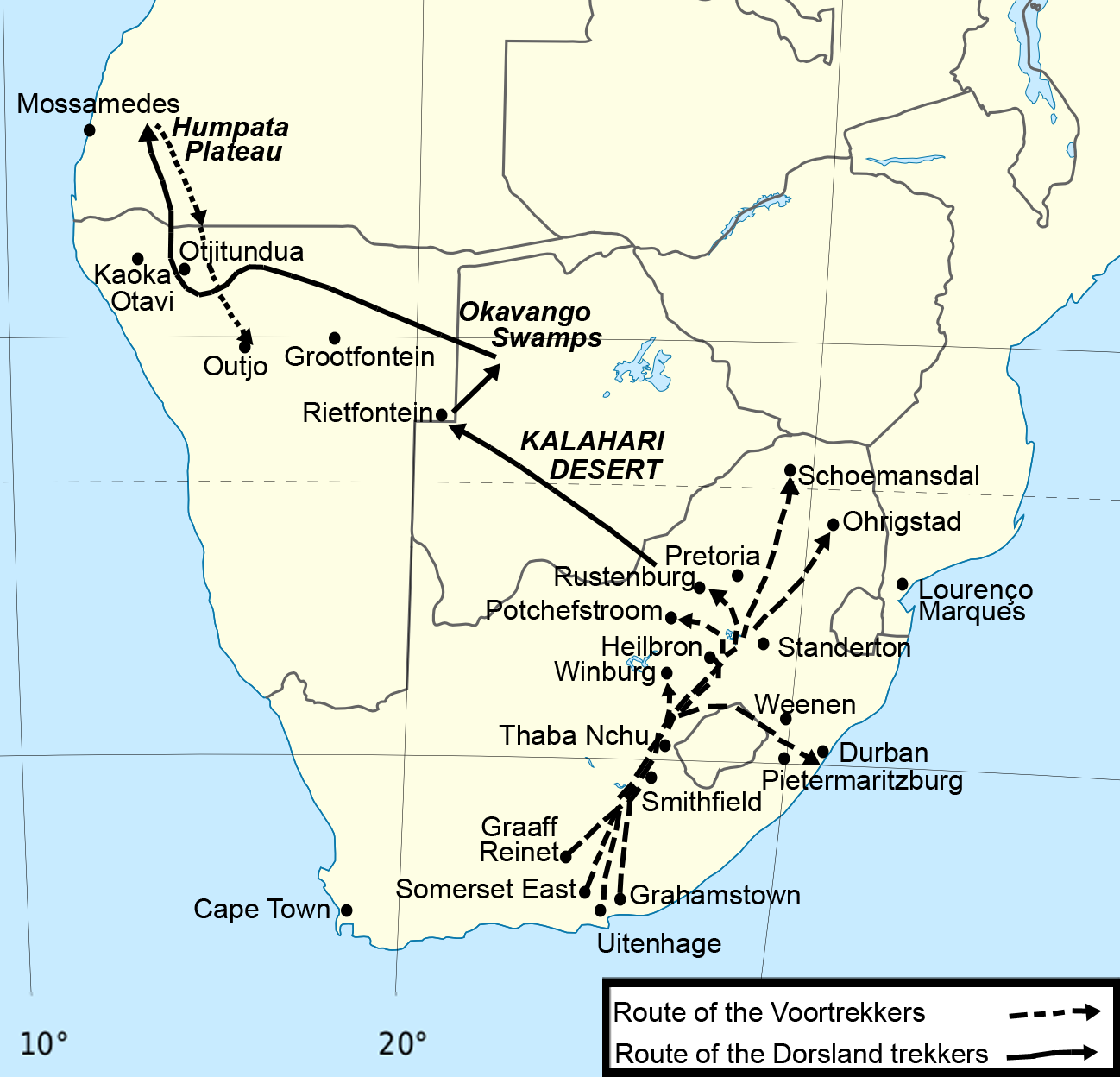
Route der Dorslandtrekker

- 20. Mai: Die Dorslandtrekker beginnen unter Führung des Farmers Gert Alberts ihre Flucht vor den Briten aus der Südafrikanischen Republik. Der entbehrungsreiche und abenteuerliche Treck führt die Buren zunächst ins Betschuanaland, durch die trockene Kalahari bis an die Ostgrenze Südwestafrikas bei Rietfontein.

#### Japan/Taiwan

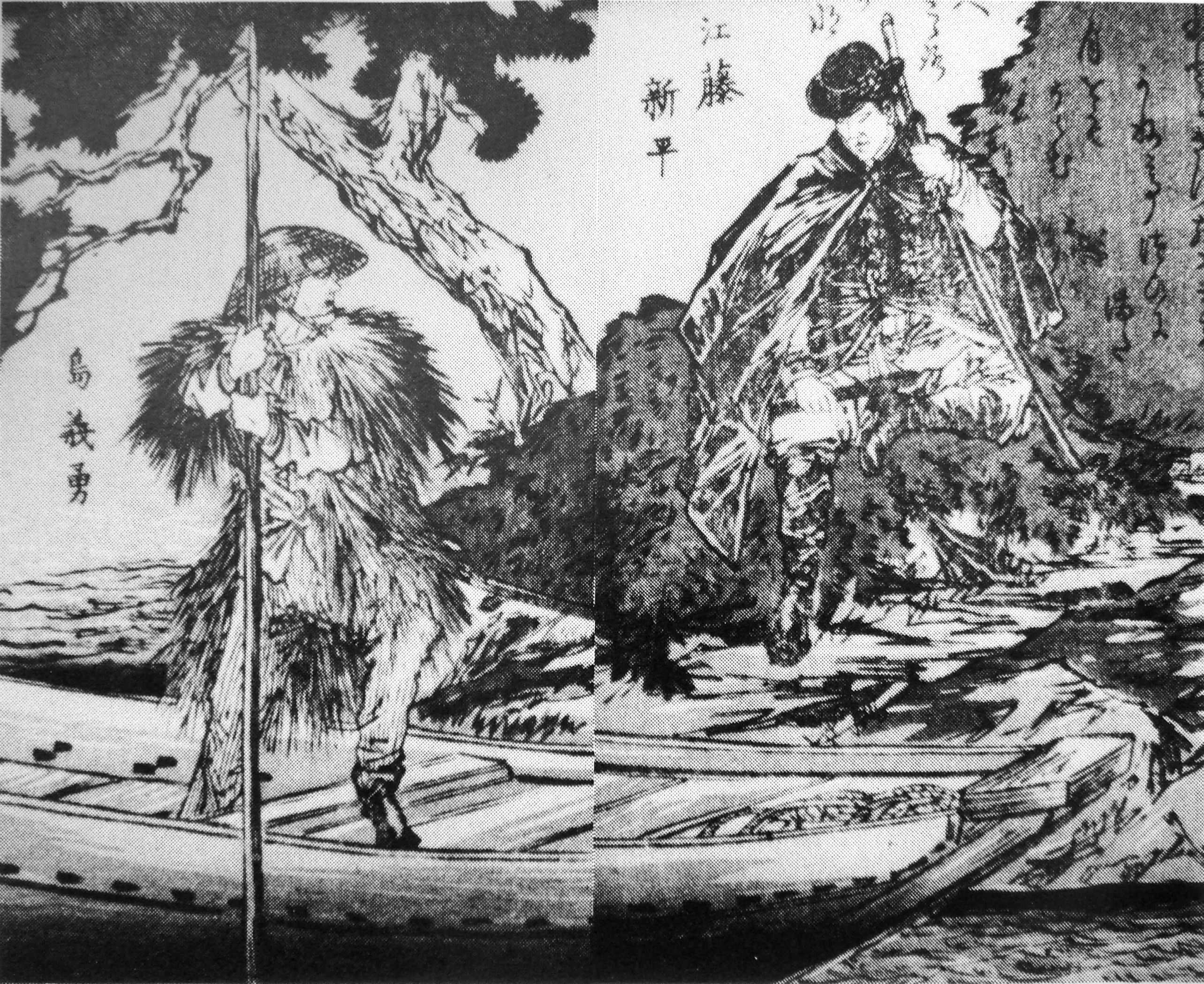
Etō Shimpei und Shima Yoshitake auf der Flucht nach der Saga-Rebellion

Im Januar gründen Itagaki Taisuke, Gotō Shōjirō und andere die Patriotische Partei als erste politische Partei im Japanischen Kaiserreich in der Meiji-Zeit. Der Zweck der Partei ist es, die Meiji-Regierung um die Einrichtung einer Nationalversammlung zu ersuchen. Aus Angst vor einer Verhaftung nach der gescheiterten Saga-Rebellion unter der Führung von Parteimitgründer Etō Shimpei zwischen Februar und April löst Itagaki die Patriotische Partei jedoch bereits kurz nach ihrer Gründung wieder auf.

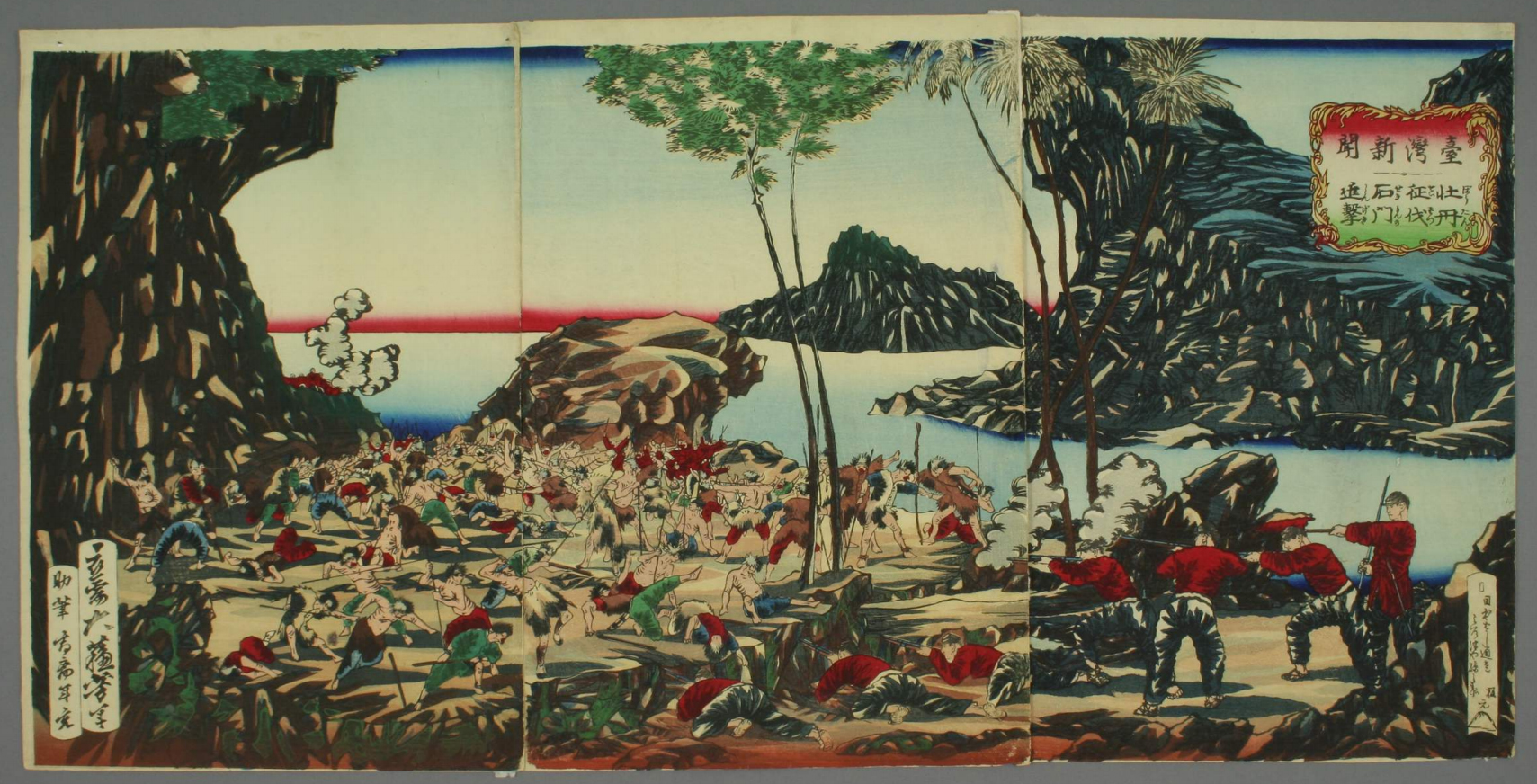
Landung der japanischen Armee in Taiwan am 22. Mai

Auf Rat US-amerikanischer Militärberater entsendet die japanische Regierung am 17. Mai als Reaktion auf die Ermordung von 54 Besatzungsmitgliedern eines Handelsschiffes der Ryūkyū-Inseln durch die Paiwan an der Südwestspitze Taiwans im Dezember 1871 eine Strafexpedition nach Taiwan. Die von Saigō Tsugumichi geführte Expedition der Kaiserlich Japanischen Armee erreicht Taiwan am 22. Mai. Bei den darauf folgenden Kampfhandlungen kommen etwa 30 Paiwan und 12 Japaner ums Leben. Allerdings sterben 531 Expeditionsmitglieder an Krankheiten. Nach Reparationszahlungen durch China ziehen sich die Japaner im Dezember wieder zurück.

#### Südostasien
- 20. Januar: Britisches Weltreich: Auf einem britischen Kriegsschiff wird zwischen Andrew Clarke für Großbritannien und Raja Abdullah den Vertrag von Pangkor. Die Briten erkennen Abdullah gegen seinen Konkurrenten als neuen Sultan Abdullah Muhammad Shah II von Perak und erhalten dafür die Möglichkeit umfangreicher politischer und wirtschaftlicher Einflussnahme in dem malaiischen Staat.
- 15. März: Im 2. Vertrag von Saigon verzichtet Frankreich zwar auf das 1872 eroberte Tonkin, aber die vietnamesische Nguyễn-Dynastie muss Frankreichs Oberhoheit über Cochinchina offiziell anerkennen.

#### Ozeanien

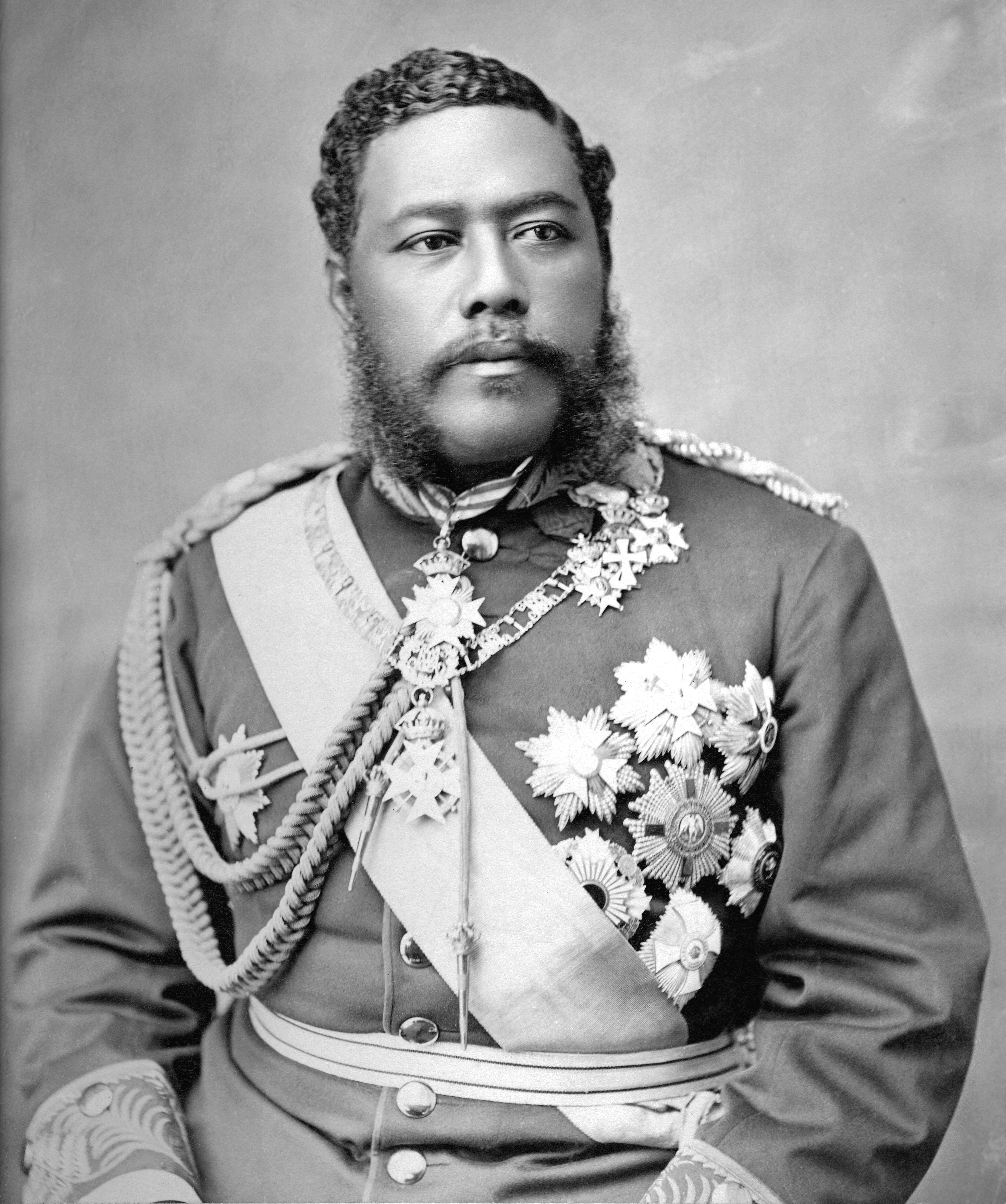
König Kalākaua

- 3. Februar: Lunalilo, König von Hawaii, stirbt nach nur 13 Monaten im Amt. Am 12. Februar wählt die Regierung Kalākaua zum neuen König. Nach der Bekanntgabe des Wahlergebnisses dringen Anhänger der Königin Emma, Witwe des verstorbenen Kamehameha IV., die ebenfalls kandidiert hat, in das königliche Gericht ein, wo sie mehrere Regierungsmitglieder verletzen und eines töten. Kalākaua bittet daraufhin die USA und Großbritannien um Hilfe bei der Auflösung des Aufstands, der noch am gleichen Tag niedergeschlagen wird. Kalākaua ernennt seinen Bruder zum Thronfolger und beendet somit die Ära der Wahl des Königs durch die Regierung. Er beginnt seine Herrschaft mit einer Reise über die hawaiischen Inseln.
- 10. Oktober: Die Fidschi-Inselgruppe wird zur britischen Kronkolonie erklärt.

### Wirtschaft

#### Internationale Verträge
- 18. März: Das Königreich Hawaiʻi unterzeichnet ein Handelsabkommen mit den USA, welches exklusive Handelsrechte gewährt.
- 15. September – 9. Oktober: Im Rathaus zum Äusseren Stand von Bern unterzeichnen am letzten Tag des Ersten Weltpostkongresses Vertreter von 22 Staaten auf Vorschlag des deutschen Generalpostdirektors Heinrich von Stephan den Vertrag, betreffend die Gründung eines allgemeinen Postvereins. Dieser zählt damit zu den ältesten Internationalen Organisationen. Der Vertrag wird schließlich von Ägypten, Belgien, Dänemark, Deutschland, Griechenland, Italien, Luxemburg, den Niederlanden, Norwegen, Österreich-Ungarn, Portugal, Rumänien, Russland, Schweden, die Schweiz, Serbien, Spanien, die Türkei, das Vereinigte Königreich und den Vereinigten Staaten von Amerika ratifiziert und tritt am 1. Juli 1875 in Kraft.

#### Patente
- 24. November: Der US-Amerikaner Joseph Farwall Glidden erhält auf den von ihm erfundenen Stacheldraht ein Patent.

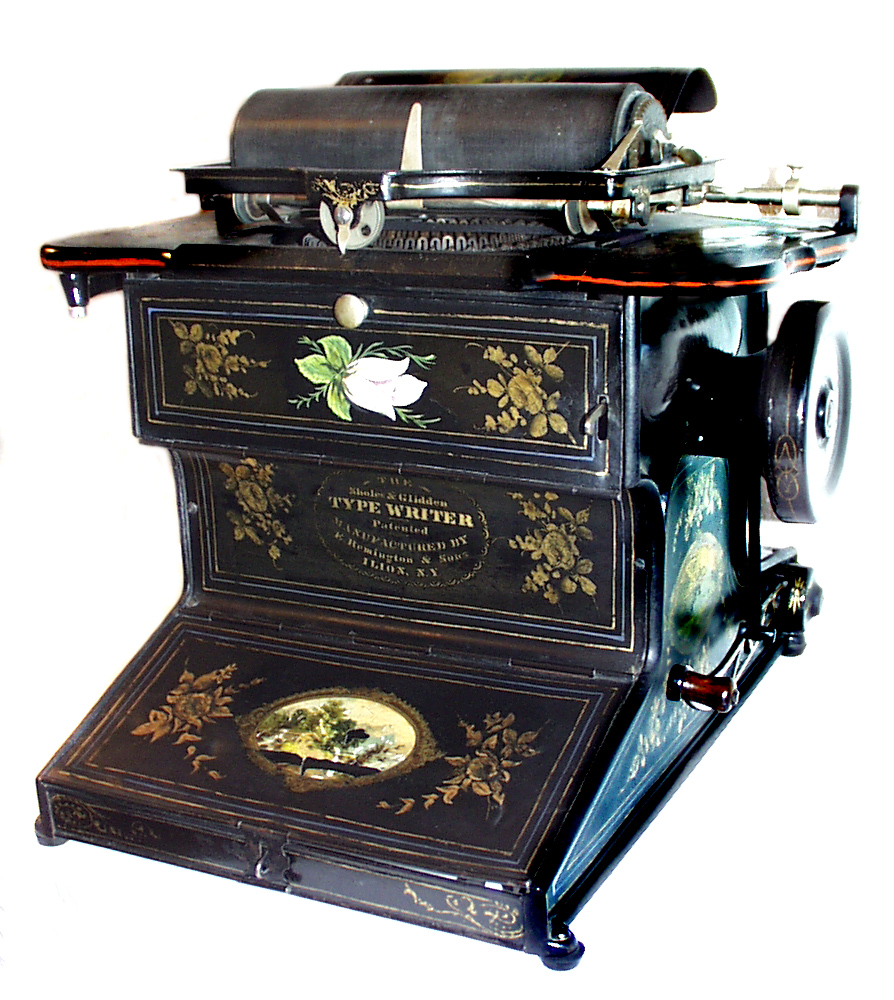
Sholes & Glidden Type-Writer

- 1. Juli: Das in den Schreibmaschinenvertrieb expandierende Unternehmen Remington Arms bringt die Schreibmaschine Remington No. 1 auf den Markt. Dabei handelt es sich um das von Christopher Latham Sholes mitentwickelte Modell Sholes & Glidden Type-Writer.
- Alexander Nikolajewitsch Lodygin erhält ein russisches Patent auf die Glühlampe.

#### Unternehmensgründungen
- 1. Mai: Die Löwenbrauerei Passau wird von Franz Stockbauer gegründet.
- 5. Mai: Der örtliche Unternehmer Alpheus Blake gründet die Boston, Revere Beach and Lynn Railroad. Die in der Spurweite von 914,40 mm (3 foot) ausgeführte Strecke führt ab dem folgenden Jahr entlang des Erholungsgebietes am Atlantikstrand der Massachusetts Bay von East Boston zur aufstrebenden Industriestadt Lynn. In East Boston besteht ein unternehmenseigener Fährverkehr zu den Rowes Wharf in Boston.
- 5. Juni: In Heidelberg wird das Unternehmen HeidelbergCement gegründet.

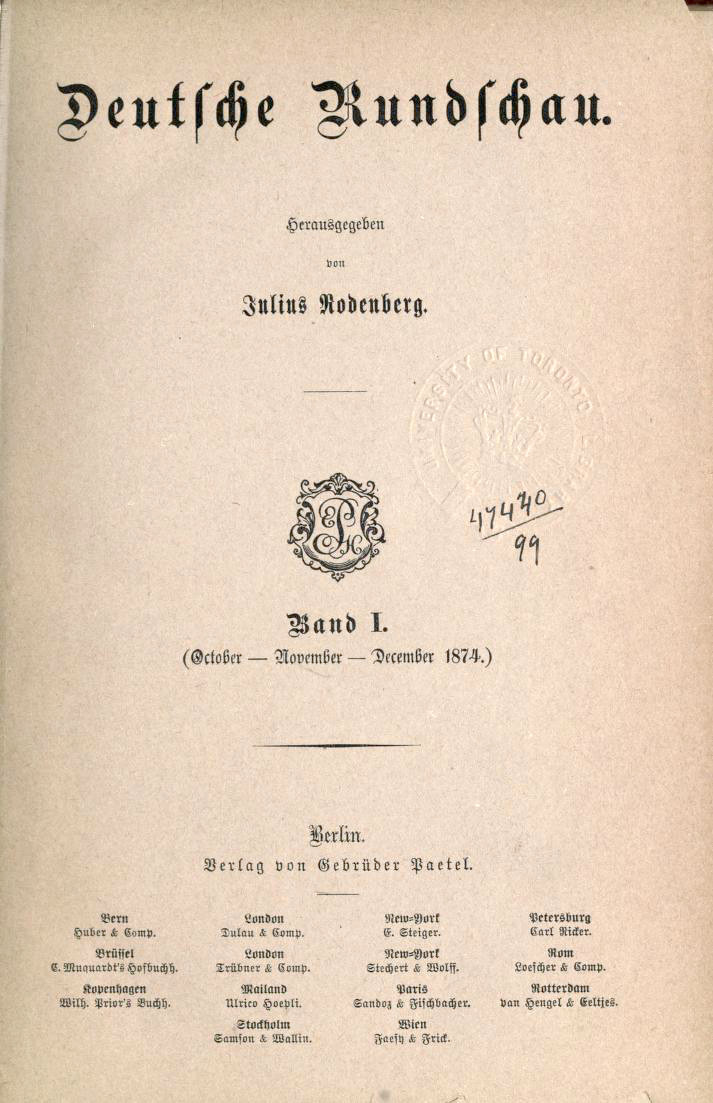
Titelblatt der Deutschen Rundschau, 1. Jg. 1874

- Oktober: Julius Rodenberg gründet die Deutsche Rundschau, eine literarische und wissenschaftliche Zeitschrift, die monatlich im Gebrüder Paetel Verlag erscheint und die deutsche Politik sowie Literatur und Kultur zeitweilig maßgeblich beeinflussen wird.
- 24. Dezember: In Bielefeld wird die Maschinenfabrik August Göricke gegründet, die mit der Zeit zu einem der bedeutendsten deutschen Fahrradhersteller avancieren wird.
- Robert Schindler gründet in Luzern das Unternehmen Schindler Aufzüge.
- Leland Stanford gründet die California Street Cable Railroad Company.
- Die Cape Government Railways, die erste staatliche Bahngesellschaft im heutigen Südafrika, wird gegründet, als die Regierung der Kapkolonie vier Privatbahnen in und um Kapstadt übernimmt.

#### Verkehr

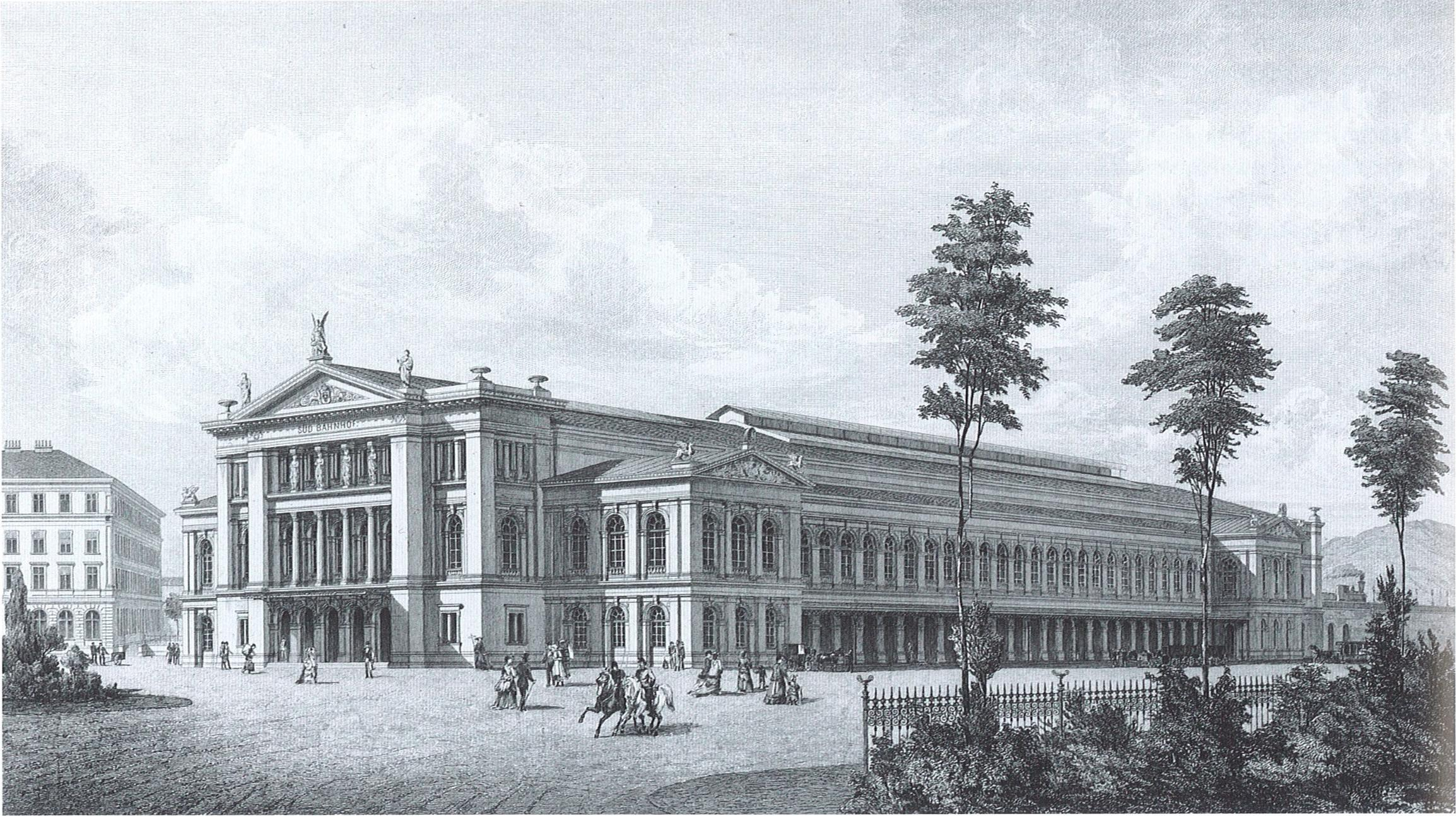
Wiener Südbahnhof 1874, Bauzeitung

Der von Wilhelm von Flattich anstelle des Gloggnitzer Bahnhofs errichtete zweite Wiener Südbahnhof wird fertiggestellt. Das im Stil der Neorenaissance ausgeführte Gebäude ist eines der wertvollsten Stücke österreichischer Eisenbahnarchitektur der Gründerzeit.

### Wissenschaft und Technik

#### Archäologie

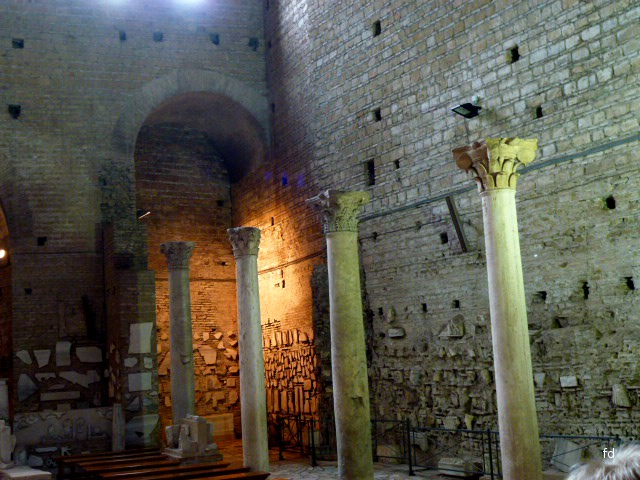
Säulen der Katakombenbasilika

Die oberhalb der Domitilla-Katakomben errichtete Coemeterialbasilika Santi Nereo e Achilleo in Rom wird ausgegraben und wieder aufgebaut. 

#### Forschungsreisen
Die ersten zwei Monate des neuen Jahres segelt die Challenger-Expedition entlang des Polarkreises Richtung Osten. Danach wendet sie sich wieder Richtung Norden und erreicht am 17. März Melbourne. Danach geht es weiter über Sydney, Wellington und Fidschi zur Torres-Straße, an die Südküste von Neuguinea und zu den Molukken. Anschließend läuft die Challenger die Philippinen an und erreicht Ende des Jahres die britische Kronkolonie Hongkong.

#### Naturwissenschaften

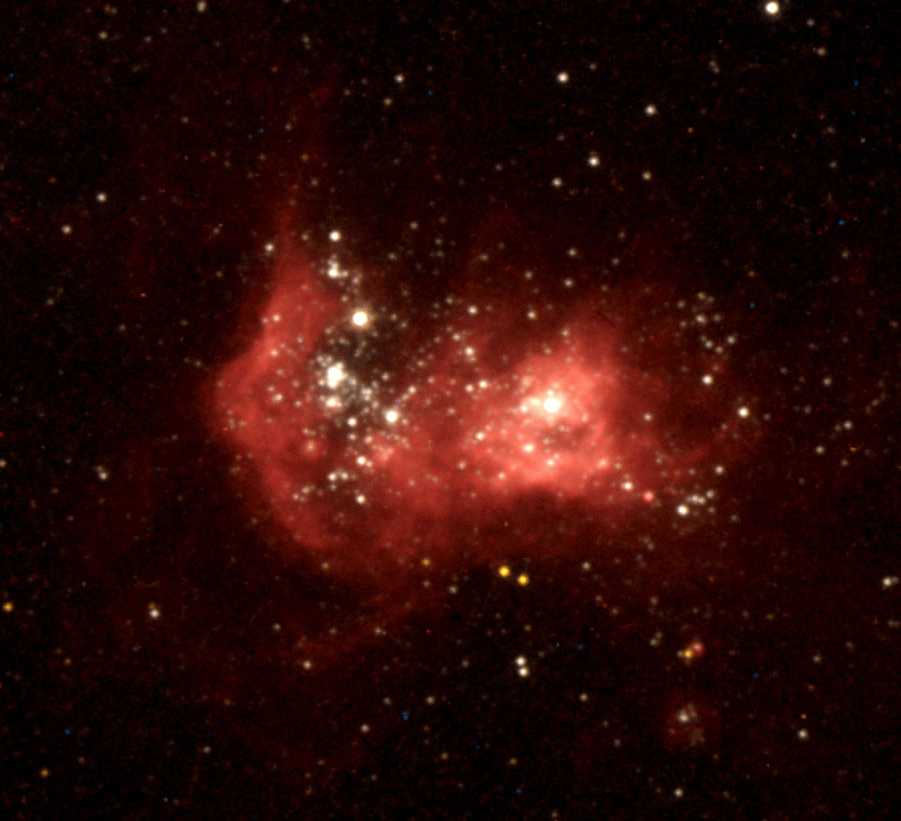
Galaxie NGC 2363

- 9. März: Der schottische Astronom Ralph Copeland entdeckt im Sternbild Giraffe die Galaxie NGC 2363.
- Erste Synthetisierung von Diacetylmorphin (Heroin) aus Morphin und Essigsäureanhydrid durch Charles Romley Alder Wright
- Erste Synthese von Vanillin durch den deutschen Chemiker Wilhelm Haarmann

#### Lehre und Forschung
- 6. November: In Adelaide wird die dritte australische Universität gegründet, die University of Adelaide.
- 9. Dezember: In Athen wird das Deutsche Archäologische Institut Athen eröffnet.

#### Technische Errungenschaften
- 16. Februar: Die Challenger überquert auf ihrer vor zwei Jahren begonnenen Forschungsexpedition unter der Führung von Sir George Nares und Charles Wyville Thomson als erstes Dampfschiff den südlichen Polarkreis.

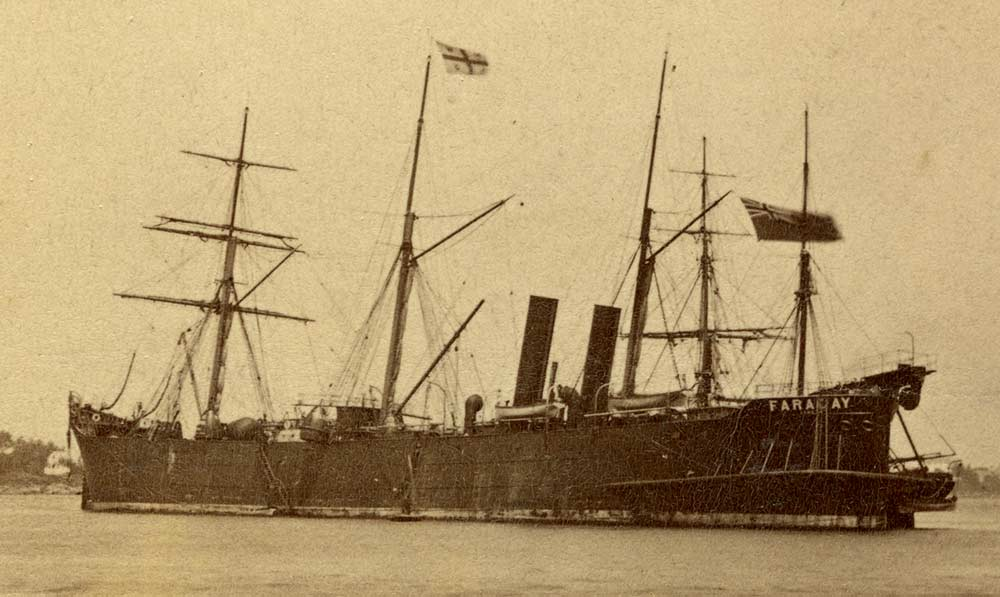
Kabellegerschiff Faraday

- Die erste dauerhaft funktionstüchtige transatlantische Telegraphenleitung wird vom Unternehmen Telegraphen Bau-Anstalt von Siemens & Halske durch den unternehmenseigenen Kabelleger, der Faraday, verlegt.

### Kultur

#### Architektur und Bildende Kunst
- 15. April bis 15. Mai: Erste Gruppenausstellung der Impressionisten: In Paris stellen im Atelier des Fotografen Nadar dreißig Maler ihre Werke aus. Darunter befindet sich auch Claude Monets Bild Impression, soleil levant. Die davon inspirierte Artikelüberschrift L'exposition des Impressionistes gibt der neuen Kunstrichtung Impressionismus ihren Namen.
- 2. September: In Wien erfolgt die Grundsteinlegung für das von Theophil von Hansen entworfene Parlamentsgebäude an der Ringstraße.

#### Literatur

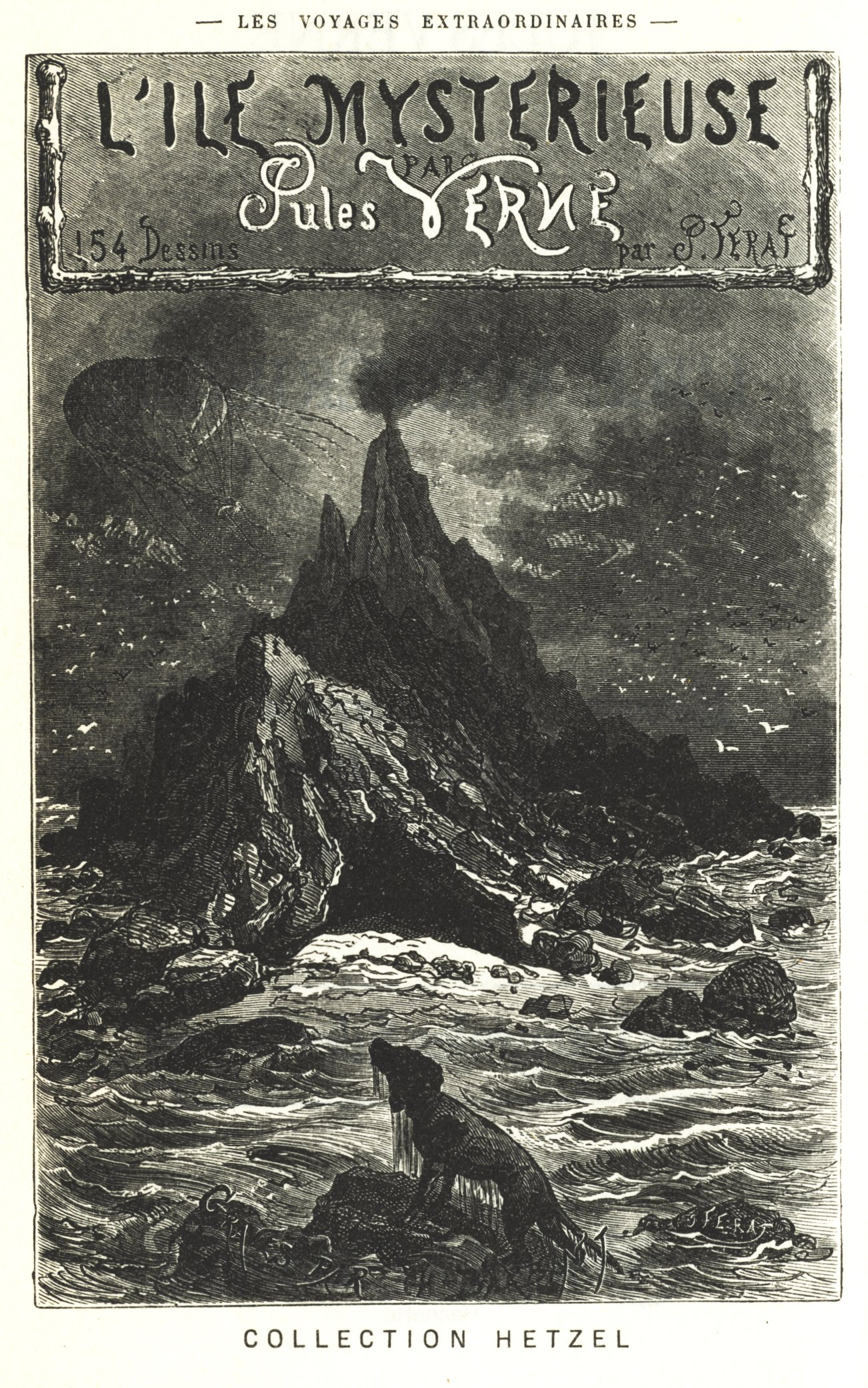
Titelillustration von Jules Férat aus der französischen Originalausgabe

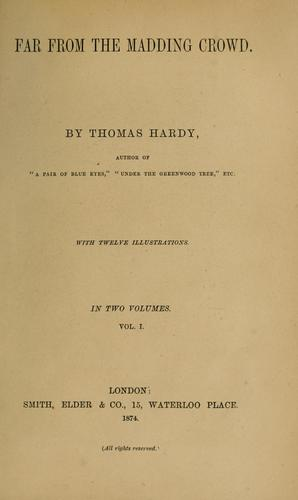
Titelseite Far from the Madding Crowd 1874

#### Musik und Theater
- 8. Februar: Am Mariinski-Theater in Sankt Petersburg erfolgt die Uraufführung der Oper Boris Godunow von Modest Petrowitsch Mussorgski nach dem gleichnamigen Drama von Alexander Sergejewitsch Puschkin.
- 21. März: Die Uraufführung der französischen Operette Giroflé-Girofla von Charles Lecocq findet am Théâtre de Fantaisies-Parisiennes in Brüssel statt.
- 27. März: Die erste Fassung der Oper Zwei Witwen von Bedřich Smetana wird mit geringem Erfolg am Ceské Prozatimní Divadlo in Prag uraufgeführt.
- 5. April: Die Operette Die Fledermaus von Johann Strauß mit dem Libretto von Karl Haffner und Richard Genée wird mit Marie Geistinger in der Rolle der Rosalinde am Theater an der Wien in Wien uraufgeführt. Sie gilt als Höhepunkt der sogenannten Goldenen Operettenära und der klassischen Wiener Operette.
- 24. April: Die Uraufführung der Oper Opritschnik (Der Leibwächter) von Pjotr Iljitsch Tschaikowski findet an der Hofoper in Sankt Petersburg statt. Als Vorbild dient die Tragödie Opritschniki (Russisch: Опричники) von Iwan Laschetschnikow.
- 1. Mai: Mit dem ersten Gastspiel der Meininger im Friedrich-Wilhelmstädtischen Theater in Berlin mit Julius Cäsar von William Shakespeare beginnt eine beispiellose 16-jährige Tourneetätigkeit des Meininger Hoftheaters durch Europa mit insgesamt 2.591 Vorstellungen, mit der eine tiefgreifende Theaterreform durchgesetzt wird.
- 20. Mai: Uraufführung der Oper Brankovics György von Ferenc Erkel in Budapest
- 11. Oktober: Die Uraufführung der komischen Oper Der Widerspenstigen Zähmung von Hermann Goetz erfolgt in Mannheim. Das Libretto stammt von dem Schweizer Schriftsteller und Journalisten Joseph Viktor Widmann. Es basiert auf der gleichnamigen Komödie von William Shakespeare.
- 19. Dezember: Die Uraufführung der Operette El Barberillo de Lavapies von Francisco Asenjo Barbieri erfolgt am Teatro de la Zarzuela in Madrid.

#### Sonstiges
- 3. Juli: Der Basler Zolli, der älteste Zoologische Garten der Schweiz, wird eröffnet.
- Das Museum für Kunst und Gewerbe Hamburg wird gegründet.
- Die Pfalzgalerie Kaiserslautern wird auf Initiative des pfälzischen Regierungspräsidenten Paul von Braun durch Karl Spatz als Gewerbemuseum gegründet.
- Das Walters Art Museum in Baltimore im US-Bundesstaat Maryland wird der Öffentlichkeit zugänglich gemacht.

### Gesellschaft
- 2. Mai: Karl May wird aus dem Zuchthaus Waldheim entlassen, wo er eine Haftstrafe wegen Landstreicherei verbüßt hat.
- 1. Juli: Nach 15-jähriger Verzögerung wegen des Bürgerkriegs wird der Philadelphia Zoo am Westufer des Schuylkill River als erster echter Zoo in den Vereinigten Staaten und der gesamten „Neuen Welt“ eröffnet. Der Zoo beginnt mit verschiedenen Ausstellungskäfigen und 200 Säugetieren, unter anderem Büffeln, Hirschen, Wölfen, Füchsen, Bären, und Affen, sowie 67 Vogelarten und 15 Reptilien. Am Eröffnungstag besuchen 3.000 Menschen den Zoologischen Garten.

### Katastrophen

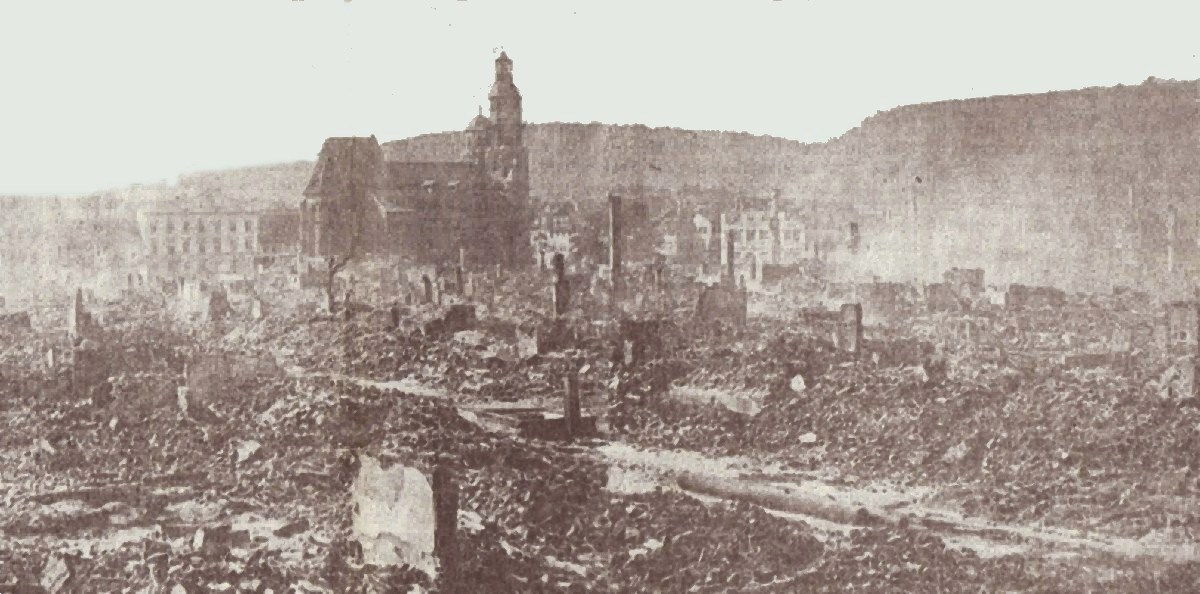
Meiningen nach dem Brand

- 5. September: Ein verheerender Stadtbrand vernichtet ein Drittel der Altstadt der Sachsen-Meiningischen Residenzstadt Meiningen.
- 17. November: Bei dem durch ein Feuer an Bord ausgelösten Untergang des britischen Segelschiffs Cospatrick im Südatlantik sterben 467 Menschen. Fünf Überlebende, von denen zwei nach der Rettung sterben, werden nach zehn Tagen gerettet, nachdem sie sich durch Kannibalismus am Leben erhalten haben.
- 24. Dezember: Beim Eisenbahnunfall von Shipton-on-Cherwell sterben nach dem Bruch eines Radreifens 34 Menschen, 65 weitere werden verletzt.

Kleinere Unglücksfälle sind in den Unterartikeln von Katastrophe und in der Liste von Katastrophen aufgeführt.

### Sport
- 26. Juli: Einer britischen Seilschaft unter Führung des Wallisers Peter Knubel gelingt die Erstbesteigung des Westgipfels des Elbrus, des höchsten Bergs im Kaukasus.
- 29. September: Das erste Fußballspiel in Deutschland wird von Schülern des Gymnasiums Martino-Katharineum in Braunschweig unter der Leitung von Konrad Koch und August Hermann auf dem Gelände des „Kleinen Exerzierplatzes“ ausgetragen. Mit diesem Spiel schlägt die Geburtsstunde des Fußballs in Deutschland.
- Tischtennis wird in England erstmals schriftlich erwähnt.

## Geboren

### Januar
- 01. Januar: William F. Knox, US-amerikanischer Politiker († 1944)
- 01. Januar: Gustav Weißkopf, deutsch-US-amerikanischer Pionier des Motorflugs († 1927)
- 03. Januar: Valentin Keel, Schweizer Politiker († 1945) Gustav Weißkopf

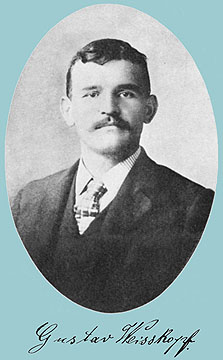
Gustav Weißkopf

- 03. Januar: Francis Newton, US-amerikanischer Golfer († 1946)
- 04. Januar: George Townsend Adee, US-amerikanischer American-Football-Spieler und Tennisfunktionär († 1948)
- 04. Januar: Svend Fleuron, dänischer Schriftsteller († 1966)
- 04. Januar: Josef Suk, tschechischer Komponist, († 1935)
- 04. Januar: John W. Thomas, US-amerikanischer Politiker († 1945)
- 05. Januar: Joseph Erlanger, US-amerikanischer Neurophysiologe und Nobelpreisträger († 1965)
- 06. Januar: Frederick W. Mulkey, US-amerikanischer Politiker († 1924)
- 06. Januar: Fred Niblo, US-amerikanischer Filmregisseur († 1948)
- 07. Januar: Marvel M. Logan, US-amerikanischer Politiker († 1939)
- 08. Januar: Elisabeth Marie Auguste von Bayern, Prinzessin von Bayern († 1957)
- 09. Januar: Hans von Loewenstein zu Loewenstein, deutscher Politiker und Reichstagsabgeordneter († 1959)
- 10. Januar: Frederick H. Blair, kanadischer Organist, Chorleiter, Pianist und Musikpädagoge († 1939)
- 12. Januar: Hermann Thiersch, deutscher Archäologe († 1939) Hermann Thiersch

Hermann Thiersch

- 13. Januar: Jozef-Ernest Van Roey, belgischer Geistlicher, Erzbischof von Mechelen und Kardinal († 1961)
- 16. Januar: Robert W. Service, kanadischer Dichter und Novelist († 1958)
- 19. Januar: Bruno Paul, deutscher Architekt und Kunsthandwerker († 1968)
- 19. Januar: Hitachiyama Taniemon, japanischer Sumōringer und 19. Yokozuna († 1922)
- 20. Januar: Steve Bloomer, englischer Fußballspieler († 1938)
- 20. Januar: Karl Heim, deutscher protestantischer Theologe († 1958)
- 21. Januar: René Louis Baire, französischer Mathematiker († 1932)
- 21. Januar: Johannes Warns, deutscher evangelischer Theologe († 1937)
- 22. Januar: Vincenzo Lapuma, italienischer Kardinal der römisch-katholischen Kirche († 1943)
- 22. Januar: Wincenty Witos, polnischer Politiker († 1945)
- 24. Januar: Emil Baudenbacher, Schweizer evangelischer Geistlicher und Volksschriftsteller († 1921)
- 25. Januar: William Somerset Maugham, englischer Dramatiker und Schriftsteller († 1965)
- 28. Januar: James Larkin, Führer der irischen Gewerkschaftsunion († 1947)
- 29. Januar: Robert Lach, österreichischer Musikwissenschaftler († 1958)
- 29. Januar: John D. Rockefeller II., US-amerikanischer Philanthrop († 1960)
- 31. Januar: Theodor Mollison, deutscher Anthropologe († 1952)

### Februar

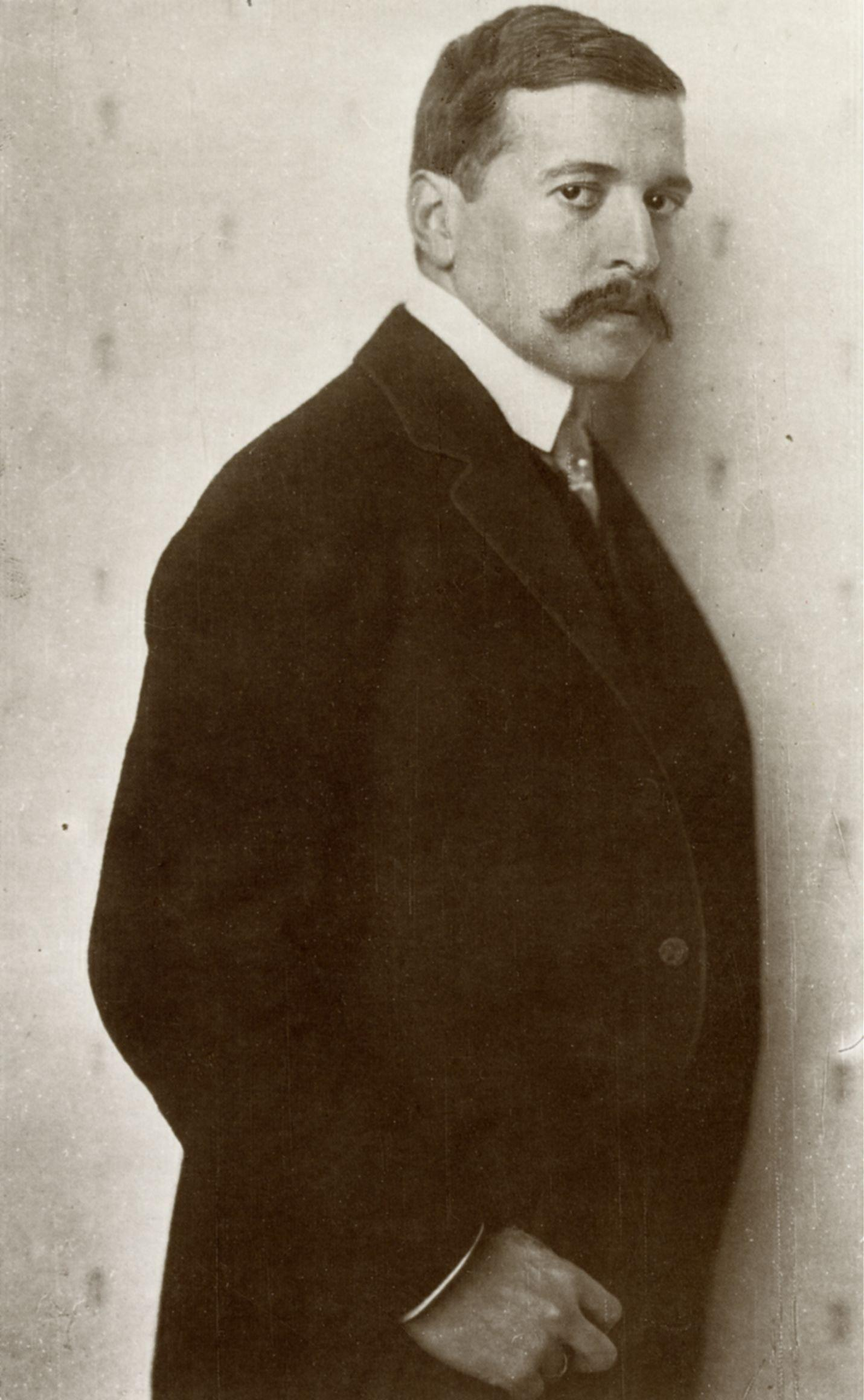
Hugo von Hofmannsthal 1910 auf einer Fotografie von Nicola Perscheid

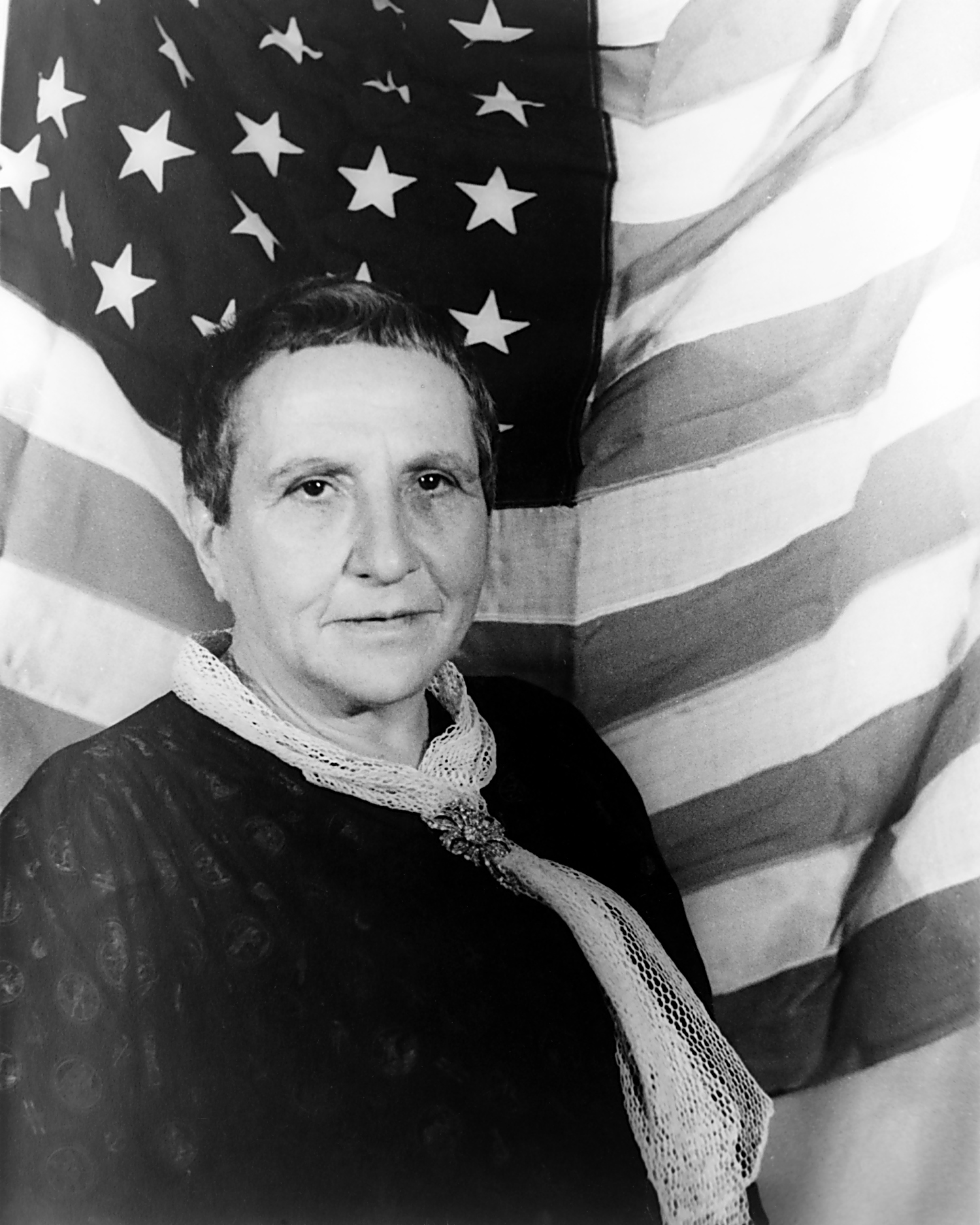
Gertrude Stein

- 01. Februar: Hugo von Hofmannsthal, österreichischer Dichter und Schriftsteller († 1929)
- 03. Februar: Gertrude Stein, US-amerikanische Schriftstellerin († 1946)
- 03. Februar: Warren Sprout, US-amerikanischer Sportschütze († 1945)
- 04. Februar: Eduard Kohlrausch, deutscher Jurist († 1948)
- 04. Februar: Johannes Gronowski, deutscher Politiker († 1958)
- 08. Februar: Benjamin Franklin Bledsoe, US-amerikanischer Jurist († 1938)
- 08. Februar: Otto Glöckel, Politiker und Schulreformer der Ersten Republik in Österreich († 1935)
- 09. Februar: Amy Lowell, US-amerikanische Dichterin († 1925)
- 09. Februar: Wsewolod Emiljewitsch Meyerhold, russischer Regisseur und Schauspieler († 1940)
- 10. Februar: Marie Gutheil-Schoder, deutsche Opernsängerin († 1935)
- 11. Februar: Elsa Beskow, schwedische Kinderbuchautorin, Malerin und Illustratorin († 1953)
- 11. Februar: Fritz Hart, englischer Komponist († 1949)
- 12. Februar: Heinrich Albert, deutscher Politiker und der letzte Reichsschatzminister († 1960)
- 14. Februar: Dan Bain, kanadischer Eishockeyspieler († 1962)
- 15. Februar: Emilis Melngailis, lettischer Komponist († 1954)
- 15. Februar: Eduard Schwyzer, Schweizer Altphilologe und Indogermanist († 1943)
- 15. Februar: Ernest Shackleton, britischer Polarforscher († 1922)
- 18. Februar: Paul Arbelet, französischer Romanist und Stendhal-Spezialist († 1938)
- 18. Februar: Gaston Delalande, französischer Automobilrennfahrer († 1960)
- 20. Februar: Alfredo Bevilacqua, argentinischer Tangomusiker († 1942)
- 20. Februar: Otto Lauffer, deutscher Volkskundler und Kulturhistoriker († 1949)
- 20. Februar: Felix Oppenheimer, österreichischer Schriftsteller († 1938)
- 23. Februar: Albert Michael Koeniger, deutscher Kirchenhistoriker und Kanonist († 1950)
- 23. Februar: Gustav Weindorfer, österreichisch-australischer Farmer, Naturforscher, Resortbetreiber und Ranger († 1932)
- 25. Februar: Josef Saier, deutscher Pfarrer, Regisseur und Autor († 1955)
- 28. Februar: Johannes Ude, österreichischer römisch-katholischer Priester († 1965)

### März

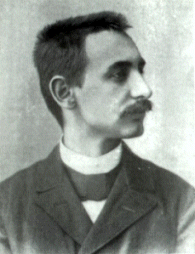
Carl Schlechter

- 02. März: Carl Schlechter, österreichischer Schachspieler († 1918)
- 03. März: Karl Scharfenberg, deutscher Eisenbahningenieur († 1938)
- 05. März: Else Federn, österreichische Fürsorgerin († 1946)
- 05. März: Daniel O. Hastings, US-amerikanischer Politiker († 1966)
- 05. März: Arthur Schönberg, deutscher Maschinenbauingenieur und Mitbegründer des Deutschen Museums, Opfer des Holocaust († 1943)
- 07. März: Luigi Lavitrano, Erzbischof von Palermo und Kardinal der römisch-katholischen Kirche († 1950)
- 08. März: Franz Anderle, österreichischer Offizier († 1957)
- 08. März: Gabriel Scott, norwegischer Schriftsteller († 1958)
- 09. März: Karl Foerster, deutscher Gärtner, Staudenzüchter und Schriftsteller († 1970)
- 09. März: Louis Goumaz, Schweizer evangelischer Geistlicher und Hochschullehrer († 1953)
- 11. März: Christian Bürckstümmer, deutscher evangelischer Geistlicher und Hochschullehrer († 1924)
- 13. März: Ellery Clark, US-amerikanischer Leichtathlet († 1949)
- 18. März: Nikolai Berdjajew, russischer Philosoph († 1948)
- 18. März: Bertha Diener, österreichische Schriftstellerin und Reisejournalistin († 1948)
- 20. März: Börries Freiherr von Münchhausen, deutscher Schriftsteller († 1945)
- 21. März: Paul Abel, britischer Jurist († 1971)
- 21. März: Alfred Tysoe, britischer Leichtathlet und Olympiasieger († 1901)

Marie Baum

- 23. März: Marie Baum, Sozialpolitikerin der Weimarer Republik († 1964)
- 23. März: Charles Cresson, US-amerikanischer Tennisspieler († 1949)
- 23. März: Grantley Goulding, britischer Leichtathlet und Teilnehmer der ersten Olympischen Sommerspiele († 1947)
- 24. März: Harry Houdini, österreichisch-US-amerikanischer Magier († 1926)
- 25. März: Edwin Hunter, US-amerikanischer Tennisspieler († 1935)
- 25. März: Sunjong, letzter Monarch der Joseon-Dynastie und des koreanischen Kaiserreiches († 1926)
- 26. März: Elisabeth Altmann-Gottheiner, deutsche Hochschullehrerin und Frauenrechtlerin († 1930)
- 26. März: Raoul Arnauld de la Perière, deutscher Schauspieler († 1908)
- 26. März: Robert Frost, US-amerikanischer Dichter und Pulitzerpreisträger († 1963)
- 26. März: Oskar Nedbal, böhmischer Komponist und Dirigent († 1930)
- 27. März: Andrés de Segurola, spanischer Opernsänger und Filmschauspieler († 1953)
- 28. März: Gustaf nagel, deutscher Sonderling und Wanderprediger († 1952)
- 31. März: Andrés Gaos, spanischer Komponist, Violinist und Musikpädagoge († 1959)
- 31. März: Henri Marteau, deutsch-französischer Violinist und Komponist († 1934)
- 31. März: Daniel Vincent, französischer Politiker († 1946)

### April
- 02. April: Frank Elmore Ross, US-amerikanischer Astronom und Physiker († 1960)
- 02. April: Josef Schmitt, deutscher Jurist und Politiker († 1939)
- 03. April: Wilhelm Crönert, deutscher Altphilologe († 1942)
- 04. April: Otto Salzer, deutscher Mechaniker und Automobilrennfahrer († 1944)
- 05. April: Jenny Apolant, deutsche Frauenrechtlerin († 1925)
- 07. April: Friedrich Kayssler, deutscher Schriftsteller († 1945)
- 12. April: Otto Hauser, Schweizer Vorgeschichtsforscher († 1932)
- 15. April: Karl Ernst Osthaus, deutscher Kunstmäzen, Planer und Gestalter († 1921)
- 15. April: George Harrison Shull, US-amerikanischer Botaniker und Pflanzengenetiker († 1954)
- 15. April: Johannes Stark, deutscher Physiker, Nobelpreisträger († 1957)
- 16. April: Frederick Van Nuys, US-amerikanischer Politiker († 1944)
- 17. April: Rudolf Berger, deutscher Sänger († 1915)
- 19. April: Ernst Rüdin, Schweizer Arzt, Psychiater und Rassenhygieniker († 1952)
- 20. April: Eugenio Balzan, italienischer Journalist und Industrieller († 1953)
- 20. April: Frank Martin Church, US-amerikanischer Organist, Komponist und Musikpädagoge († 1959)
- 21. April: Giulio Bas, italienischer Komponist und Organist († 1929)
- 23. April: Alfonso Castaldi, italienischer Komponist († 1942)
- 23. April: Wilhelm Werner, deutscher Automobilrennfahrer († 1947)

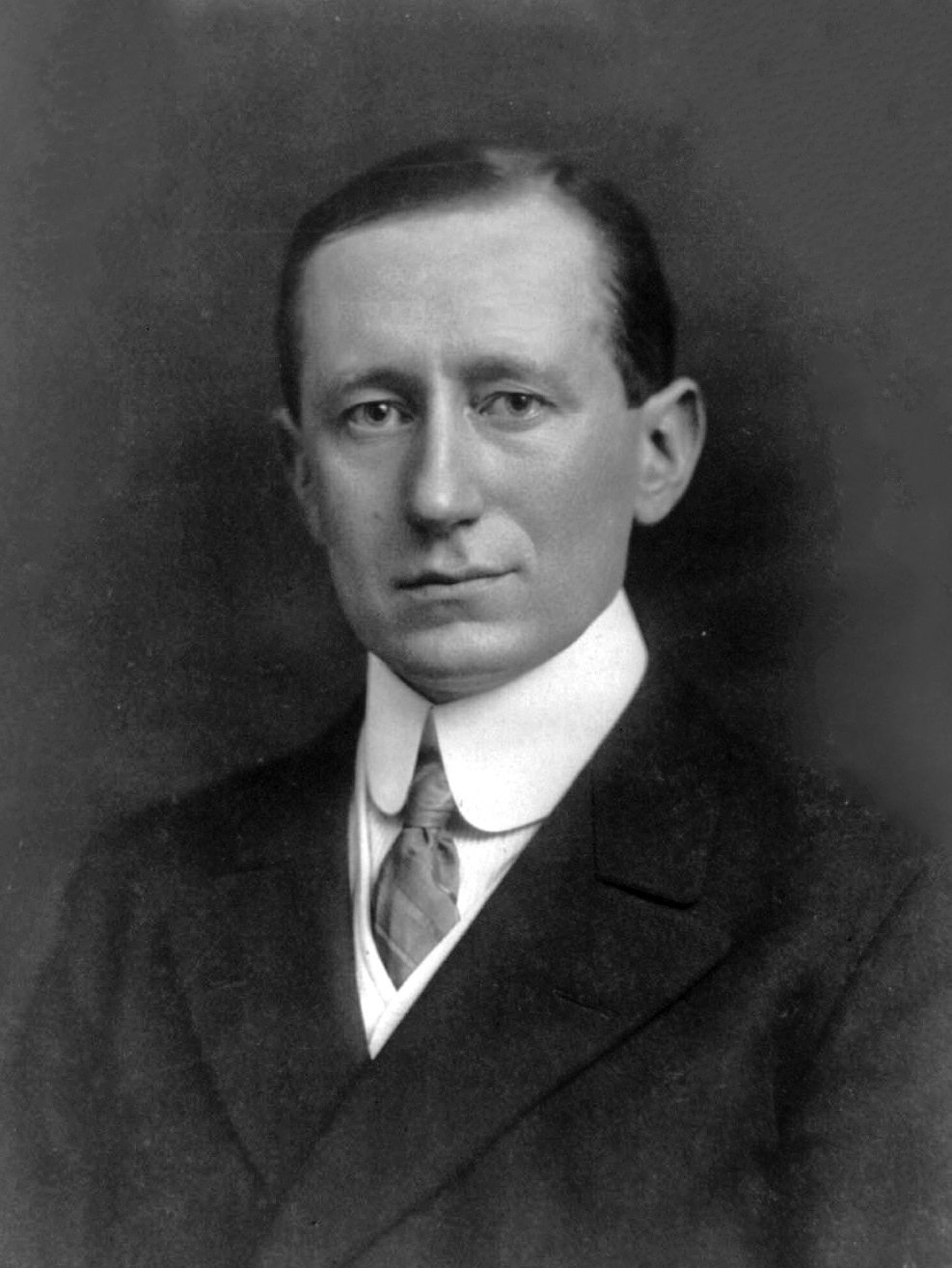
Guglielmo Marconi, um 1907

- 25. April: Guglielmo Marconi, italienischer Radiopionier und Unternehmer († 1937)
- 26. April: Franz Feldhaus, deutscher Elektroingenieur und wissenschaftlicher Schriftsteller († 1957)
- 27. April: Rudolf Linnemann, deutscher Architekt, Innenarchitektur und Glasmaler († 1916)
- 28. April: Karl Kraus, österreichischer Schriftsteller und Satiriker († 1936)

### Mai

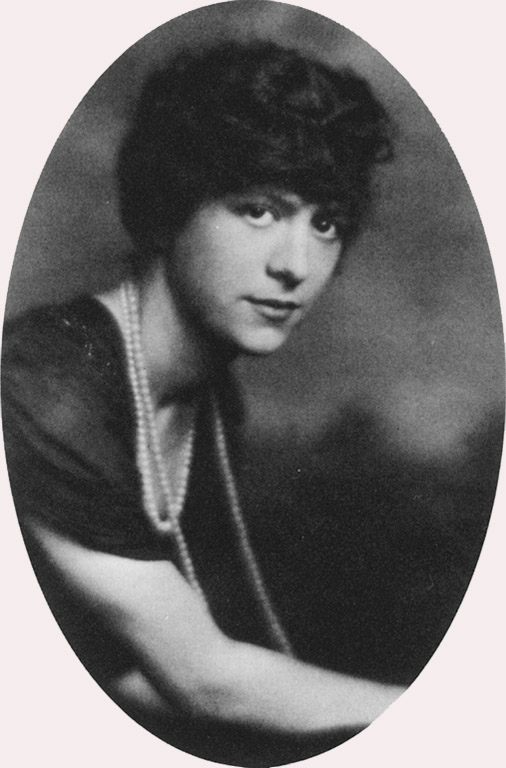
Romaine Brooks

- 01. Mai: Romaine Brooks, US-amerikanische Malerin und Bildhauerin († 1970)
- 02. Mai: Hugo Eberhardt, deutscher Architekt († 1959)
- 04. Mai: Bernhard Hoetger, deutscher Bildhauer, Maler und Kunsthandwerker († 1949)
- 07. Mai: Heinrich Hoffmann, deutscher evangelischer Theologe und Hochschullehrer († 1951)
- 07. Mai: Ilmari Kianto, finnischer Schriftsteller († 1970)

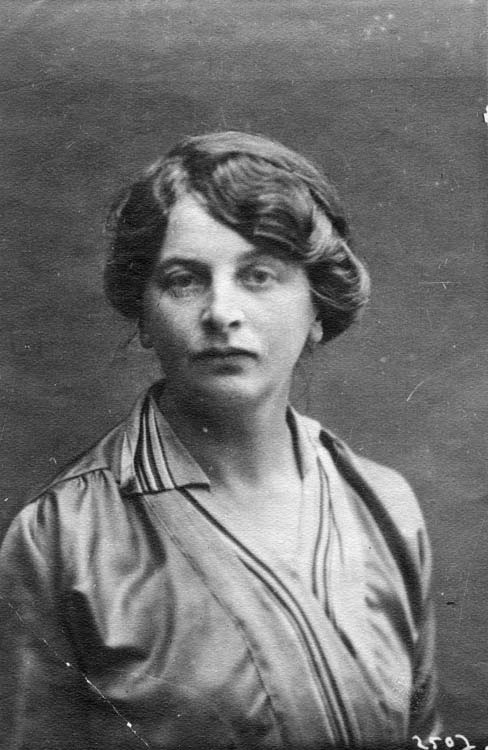
Inessa Armand

- 08. Mai: Inessa Armand, geboren als Elisabeth Pécheux d'Herbenville, russische Revolutionärin französischer Herkunft, Geliebte Lenins († 1920)
- 08. Mai: Cornelis van Vollenhoven, niederländischer Rechtswissenschaftler († 1933)
- 08. Mai: Ernest Marland, US-amerikanischer Politiker († 1941)

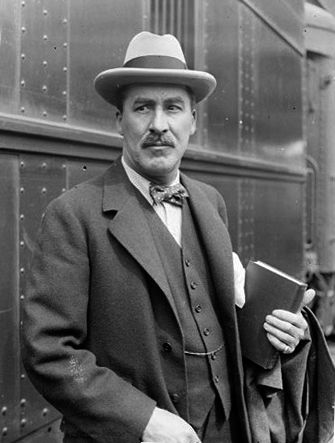
Howard Carter (1924)

- 09. Mai: Howard Carter, britischer Archäologe († 1939)
- 10. Mai: Martin Boelitz, deutscher Schriftsteller († 1918)
- 11. Mai: Einar Jónsson, isländischer Bildhauer († 1954)
- 12. Mai: Clemens Peter Freiherr von Pirquet, österreichischer Kinderarzt († 1929)
- 13. Mai: Emil Fuchs, deutscher Theologe († 1971)
- 14. Mai: Polaire, algerisch-französische Ballett-Tänzerin, Sängerin und Schauspielerin († 1939)
- 15. Mai: Adolf Baumbach, deutscher Rechtswissenschaftler († 1945)
- 15. Mai: Richard Schirrmann, Lehrer, Gründer des Deutschen Jugendherbergswerkes († 1961)
- 17. Mai: Auda ban harb al-abo seed al-mazro al-tamame ibu Tayi, arabischer Feldherr († 1924)
- 17. Mai: Martha Bernstein, deutsche Malerin († 1955)
- 19. Mai: John Esslemont, britischer Bahai († 1925)
- 19. Mai: Max Niedermann, Schweizer Altphilologe und Politiker († 1954)
- 20. Mai: Alfred Dehlinger, württembergischer Politiker († 1959)
- 20. Mai: Raoul Heinrich Francé, österreichischer Bioniker und Naturphilosoph († 1943)
- 20. Mai: Augustine Lonergan, US-amerikanischer Politiker († 1947)
- 21. Mai: Julius Nuninger, deutscher Kunstturner
- 21. Mai: Thomas Swindlehurst, britischer Tauzieher († 1959)
- 22. Mai: Anton Kippenberg, deutscher Verleger († 1950)
- 23. Mai: Valerie Alport, deutsche Kunstsammlerin und Mäzenin († 1960)

Ludwig Frank

- 23. Mai: Ludwig Frank, Rechtsanwalt und Politiker der Sozialdemokratischen Partei Deutschlands (SPD) († 1914)
- 23. Mai: Otto Rabbethge, deutscher Landwirt und Zuckerfabrikbesitzer († 1935)
- 24. Mai: Hermann Duncker, deutscher Politiker und Gewerkschaftsfunktionär († 1960)
- 25. Mai: Abraham Oyanedel Urrutia, chilenischer Politiker († 1954)
- 26. Mai: Henri Farman, französischer Luftfahrtpionier († 1958)
- 27. Mai: Richard von Schaukal, österreichischer Dichter († 1942)
- 27. Mai: Ferdinand Tutenberg, deutscher Landschaftsgärtner († 1956)
- 28. Mai: Franz Brozincevic, kroatisch-schweizerischer Unternehmer, Lastwagenhersteller († 1933)
- 29. Mai: Gilbert Keith Chesterton, englischer Schriftsteller († 1936)

### Juni
- 01. Juni: Macedonio Fernández, argentinischer Schriftsteller († 1952)
- 01. Juni: Carl Krug, deutscher Chemiker, Montanwissenschaftler und Metallurg († nach 1941)
- 02. Juni: Ludwig Roselius, deutscher Kaffeehändler und Mäzen († 1943)
- 03. Juni: Max Hans Kühne, deutscher Architekt († 1942)
- 04. Juni: Max Dvořák, österreichischer Kunsthistoriker († 1921)
- 05. Juni: Eugen Fischer, deutscher Anthropologe und Rassenhygieniker († 1967)
- 06. Juni: Nicola Canali, italienischer Kardinal der römisch-katholischen Kirche († 1961)

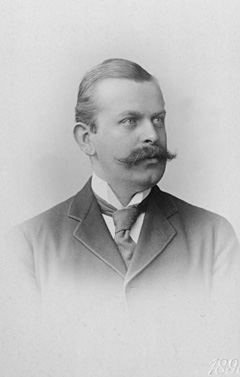
Ernst Diehl 1899

- 09. Juni: Ernst Diehl, deutscher Altphilologe († 1947)
- 09. Juni: Enrico Rosati, italienischer Gesangslehrer († 1963)
- 10. Juni: Ernst Haiger, deutscher Architekt († 1952)
- 12. Juni: Robert Archer Cooper, US-amerikanischer Politiker († 1953)
- 12. Juni: Charles L. McNary, US-amerikanischer Politiker († 1944)
- 13. Juni: Leopoldo Lugones, argentinischer Dichter und Essayist († 1938)
- 14. Juni: Ota Wićaz, sorbischer Literatur- und Kulturhistoriker und Schriftsteller († 1952)
- 15. Juni: Alfred Klotz, deutscher Altphilologe († 1956)
- 16. Juni: Gustav Amweg, Schweizer Autor und Lehrer († 1944)
- 16. Juni: Eugène Deschenaux, Schweizer Jurist und Politiker († 1940)
- 16. Juni: Arthur Meighen, kanadischer Politiker († 1960)
- 16. Juni: František Neumann, tschechischer Komponist, Dirigent und Musikpädagoge († 1929)
- 22. Juni: Viggo Jensen, dänischer Gewichtheber, Schütze und Leichtathlet († 1930)
- 22. Juni: Dietrich Lauenstein, deutscher Germanist, Lehrer und Schulleiter († 1943)
- 22. Juni: Martha Ringier, Schweizer Schriftstellerin († 1967)
- 23. Juni: Anna Enders-Dix, deutsche Schriftstellerin († 1947)
- 28. Juni: Alfred Gold, österreichischer Literat, Theaterkritiker, Feuilletonist, später Kunsthistoriker, Kunsthändler und Kunstsammler († 1958)
- 29. Juni: Frederick S. Armitage, US-amerikanischer Kameramann, Regisseur und Filmproduzent († 1933)
- 30. Juni: Fritz Brupbacher, Schweizer Arzt, libertärer Sozialist († 1945)
- 30. Juni: Paul Pierné, französischer Komponist († 1952)

### Juli
- 02. Juli: Karl Alexander Maximilian von Asseburg-Neindorf, deutscher Rittergutsbesitzer, Verwaltungsbeamter und Parlamentarier († 1945)
- 03. Juli: Johan Gunnar Andersson, schwedischer Archäologe, Paläontologe und Geologe († 1960)
- 07. Juli: Erwin Bumke, Präsident des Reichsgerichts († 1945)
- 09. Juli: Heinrich Deist, deutscher Politiker und Ministerpräsident des Freistaates Anhalt († 1963)

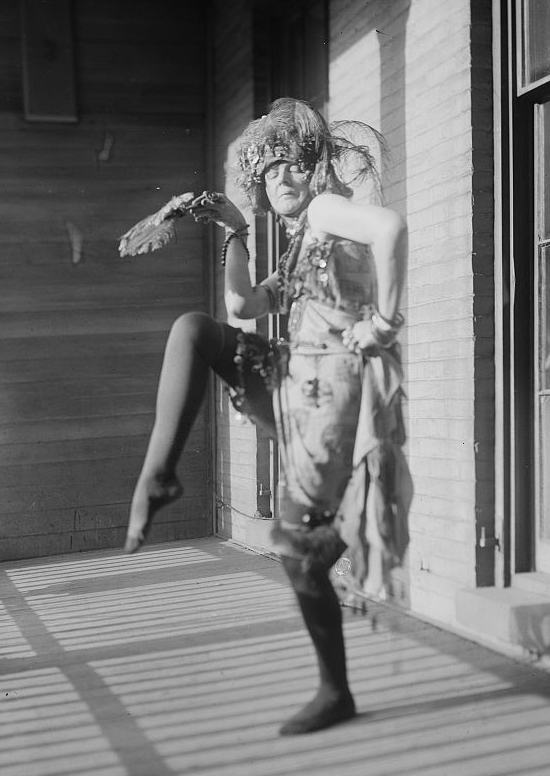
Elsa von Freytag-Loringhoven

- 12. Juli: Elsa von Freytag-Loringhoven, deutsche Künstlerin des Dadaismus († 1927)
- 12. Juli: Arne Oldberg, US-amerikanischer Komponist († 1962)
- 13. Juli: Giovanni Costetti, italienischer Maler († 1949)
- 13. Juli: Ludwig Gruber, österreichischer Komponist, Sänger, Schriftsteller und Dirigent († 1964)
- 14. Juli: Abbas II., letzter Khedive (türkischer Vizekönig) von Ägypten († 1944)
- 15. Juli: Enrico Dassetto, Schweizer Komponist und Dirigent († 1971)
- 15. Juli: Gwyn Nicholls, walisischer Rugbyspieler († 1939)
- 15. Juli: Wilhelm von Scholz, deutscher Schriftsteller und Dramatiker († 1969)
- 17. Juli: Max Maurenbrecher, deutscher Theologe, Publizist und Politiker († 1930)
- 18. Juli: Cathal Brugha, Revolutionär und erster Vorsitzender des irischen Unterhauses († 1922)
- 18. Juli: Otto Hörsing, deutscher Politiker († 1937)
- 18. Juli: Jakub Lorenc-Zalěski, sorbischer Schriftsteller und Publizist († 1939)
- 19. Juli: Jörg Lanz von Liebenfels, österreichischer Priester und Ordensangehöriger († 1954)
- 20. Juli: Anton Rimathé, Schweizer Gewerkschaftsfunktionär und Politiker († 1943)
- 24. Juli: Oswald Chambers, schottischer Baptistenprediger († 1917)
- 26. Juli: Abraham Koubi, französischer Turner, algerischer Herkunft († 1950)
- 26. Juli: Sergei Alexandrowitsch Kussewizki, russisch-US-amerikanischer Dirigent und Kontrabassist († 1951)

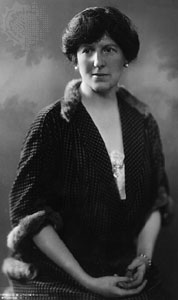
Alice Duer Miller

- 28. Juli: Alice Duer Miller, US-amerikanische Schriftstellerin († 1942)

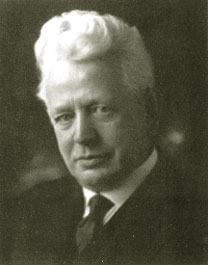
Ernst Cassirer

- 28. Juli: Ernst Cassirer, deutscher Philosoph († 1945)
- 28. Juli: Joaquín Torres García, uruguayischer Maler († 1949)
- 29. Juli: August Stramm, deutscher Dichter und Dramatiker († 1915)
- 29. Juli: Sophie Wencke-Meinken, deutsche Malerin († 1963)
- 30. Juli: Aristide Delannoy, französischer Zeichner († 1911)
- 31. Juli: Adolph Amberg, deutscher Bildhauer († 1913)

### August
- 02. August: August Steiger, Schweizer Lehrer und Sprachpfleger († 1954)
- 03. August: Fritz Rehn, erster Präsident des Volksgerichtshofs († 1934)
- 04. August: Patrick Philbin, britischer Tauzieher († 1929)
- 07. August: André Jolles, niederländischer Literaturwissenschaftler († 1946)
- 08. August: George A. Banker, US-amerikanischer Radrennfahrer, Weltmeister 1898 († 1917)
- 08. August: Tristan Klingsor, französischer Schriftsteller, Maler, Komponist und Musikkritiker († 1966)
- 09. August: Reynaldo Hahn, französischer Komponist († 1947)

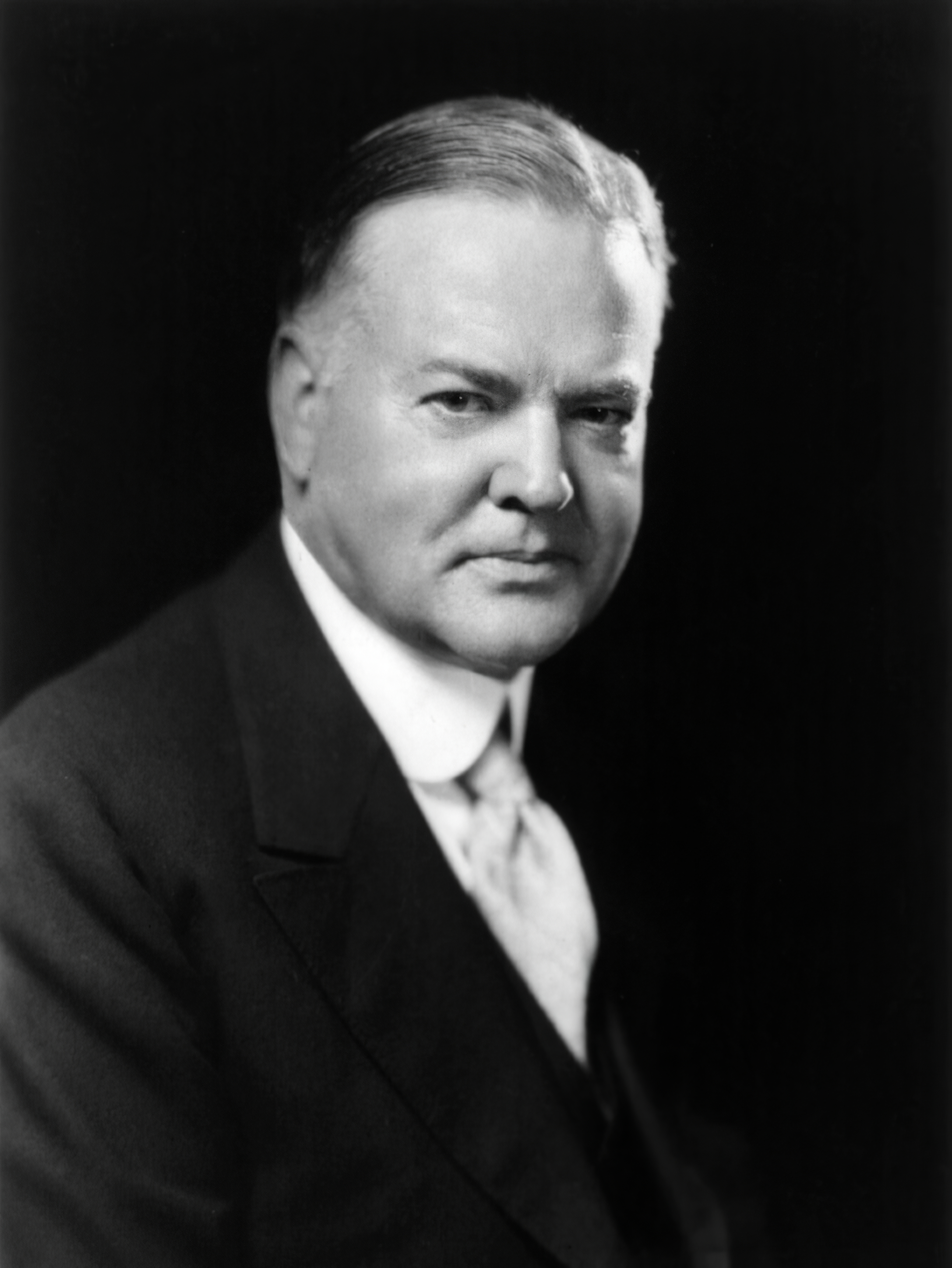
Herbert Hoover, 1928

- 10. August: Herbert Hoover, US-amerikanischer Präsident († 1964)
- 10. August: Bill Johnson, amerikanischer Jazzbassist und Bandleader († 1972)
- 10. August: Johannes Sigg, deutsch-schweizerischer Journalist und sozialdemokratischer Politiker († 1939)
- 10. August: Antanas Smetona, erster litauischer Präsident († 1944)
- 11. August: Wilhelm Schussen, deutscher Schriftsteller († 1956)
- 14. August: Fritz Travers, deutscher Politiker († 1929)
- 15. August: Gerard Abraham van Rijnberk, niederländischer Physiologe († 1953)
- 17. August: Raimund Nimführ, österreichischer Luftfahrttheoretiker und Flugzeugpionier († 1954)
- 18. August: Anna Petrović-Njegoš, Prinzessin von Montenegro († 1971)
- 18. August: Otto Menet, Schweizer Organist, Gesangspädagoge und Komponist († 1951)
- 22. August: Edward Bairstow, englischer Organist, Pädagoge, Komponist, Chorleiter und Dirigent († 1946)
- 22. August: Max Scheler, deutscher Philosoph und Soziologe († 1928)

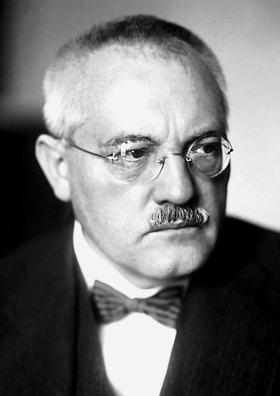
Carl Bosch, 1931

- 27. August: Carl Bosch, deutscher Chemiker, Industrieller und Nobelpreisträger († 1940)
- 29. August: Eilhard Alfred Mitscherlich, deutscher Bodenkundler und Agrarwissenschaftler († 1956)

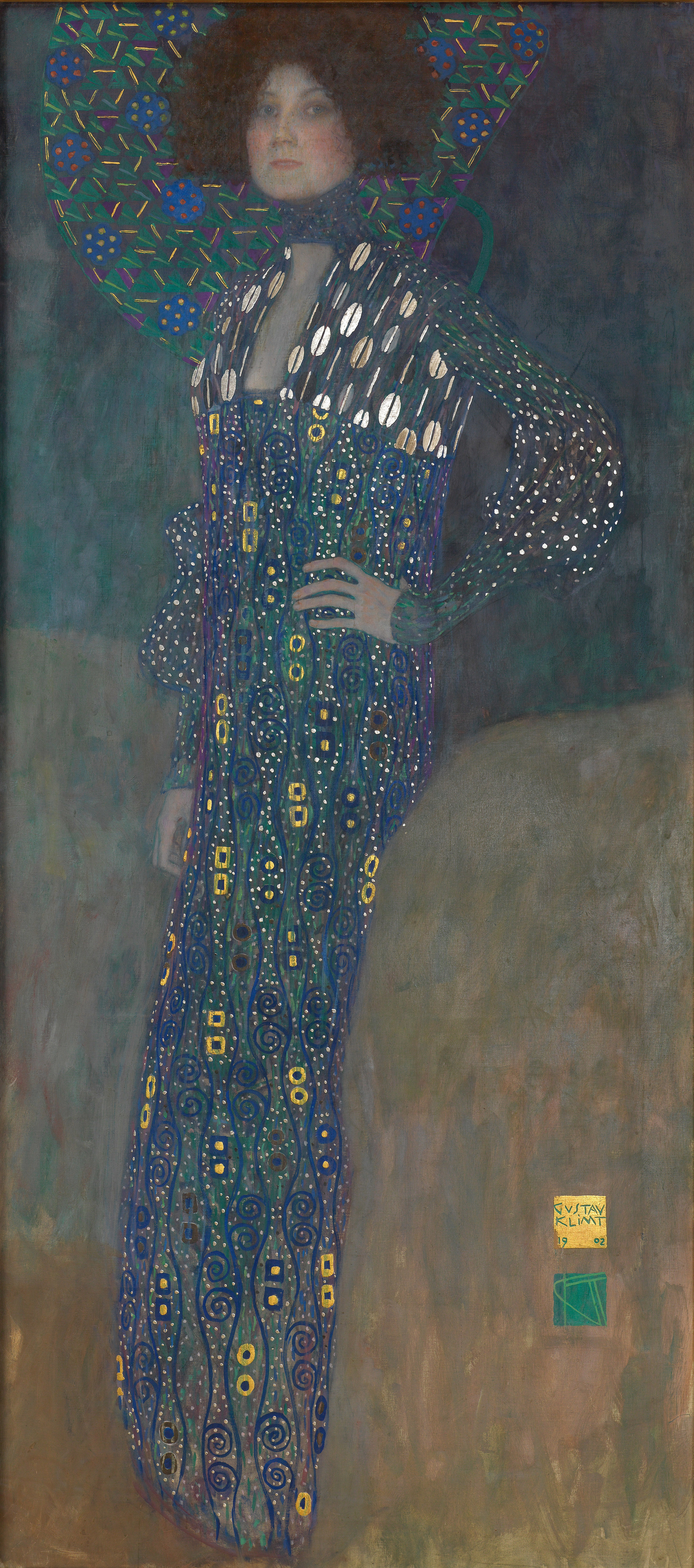
Emilie Flöge

- 30. August: Emilie Flöge, österreichische Designerin, Modeschöpferin, Unternehmerin und Lebensgefährtin von Gustav Klimt († 1952)
- 31. August: Edward Lee Thorndike, US-amerikanischer Psychologe († 1949)

### September
- 01. September: Gertrud Bürgers-Laurenz, deutsche Malerin († 1959)
- 01. September: Talât Pascha, Großwesir des Osmanischen Reiches, Führer der Jungtürken († 1921)
- 02. September: Frans Drion, niederländischer Lehrer, Politiker und Anarchist († 1948)
- 03. September: Fredrik Størmer, norwegischer Geophysiker und Mathematiker († 1957)
- 05. September: Helene Gries-Danican, deutsche Malerin  († 1935)
- 07. September: Julius Wallach, deutscher Unternehmer, Gründer des Trachtengeschäfts Wallach († 1965)
- 08. September: Friedrich Stampfer, deutscher Journalist († 1957)
- 09. September: William D. Mitchell, US-amerikanischer Politiker († 1955)
- 09. September: Rosa Schapire, deutsche Kunsthistorikerin und Mäzenin († 1954)
- 10. September: Heinrich Limbertz, deutscher Politiker und Reichstagsabgeordneter († 1932)
- 11. September: Viktor Achter, deutscher Unternehmer († 1957)
- 11. September: Franjo Dugan, kroatischer Komponist († 1948)
- 11. September: Franz Löhr, deutscher Bildhauer († 1918)
- 13. September: Henry Fountain Ashurst, US-amerikanischer Politiker († 1962)

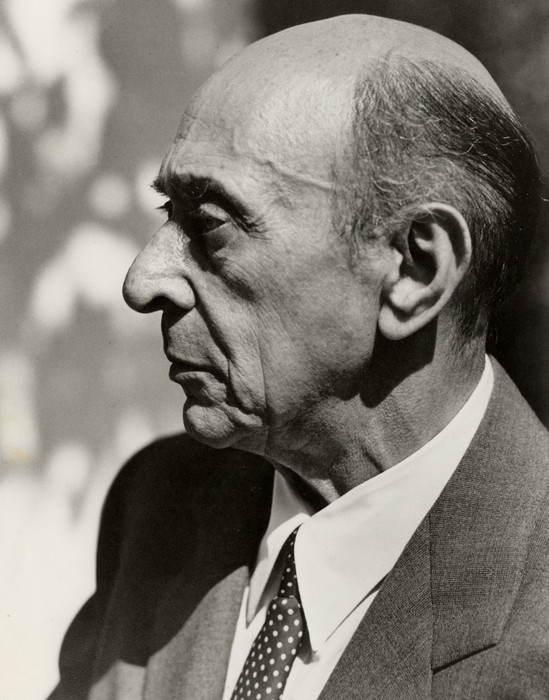
Arnold Schönberg

- 13. September: Arnold Schönberg, österreichischer Komponist († 1951)
- 16. September: Ricardo Flores Magón, mexikanischer Revolutionär († 1922)
- 16. September: Heinrich Konen, deutscher Politiker († 1948)
- 16. September: Willi Seroski, deutscher Kommunalpolitiker († 1947)
- 18. September: Johannes Anker Larsen, dänischer Schriftsteller († 1957)
- 19. September: Wilhelm Wenker, deutscher Geistlicher († 1956)
- 21. September: Gustav Holst, britischer Komponist († 1934)
- 21. September: Karl Jarres, deutscher Politiker, Oberbürgermeister von Duisburg († 1951)

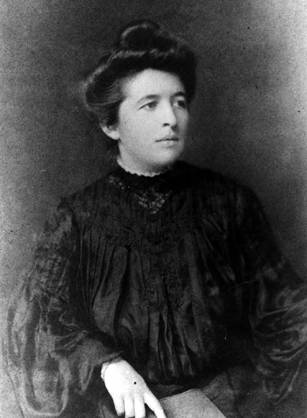
Dorothy Mabel Reed Mendenhall

- 22. September: Dorothy Mabel Reed Mendenhall, US-amerikanische Ärztin († 1964)
- 23. September: Ernst Streeruwitz, österreichischer Offizier, Industriemanager und Politiker († 1952)
- 24. September: Kurt Doerry, deutscher Leichtathlet und Olympiateilnehmer († 1947)
- 24. September: Ludwig Diels, deutscher Botaniker († 1945)
- 25. September: Georg Metzendorf, deutscher Architekt († 1934)
- 26. September: Oakes Ames, US-amerikanischer Botaniker († 1950)
- 29. September: Adolphe Landry, französischer Politiker und Ökonom († 1956)
- 30. September: Johannes Fuchs, deutscher Jurist und Politiker († 1956)
- 30. September: Charles Vyner Brooke, Dritter und Letzter der weißen Rajas von Sarawak († 1963)

### Oktober
- 03. Oktober: Ludwig Anton Adlon, deutscher Hotelier († 1945)
- 03. Oktober: René Guisan, Schweizer evangelischer Geistlicher und Hochschullehrer († 1934)

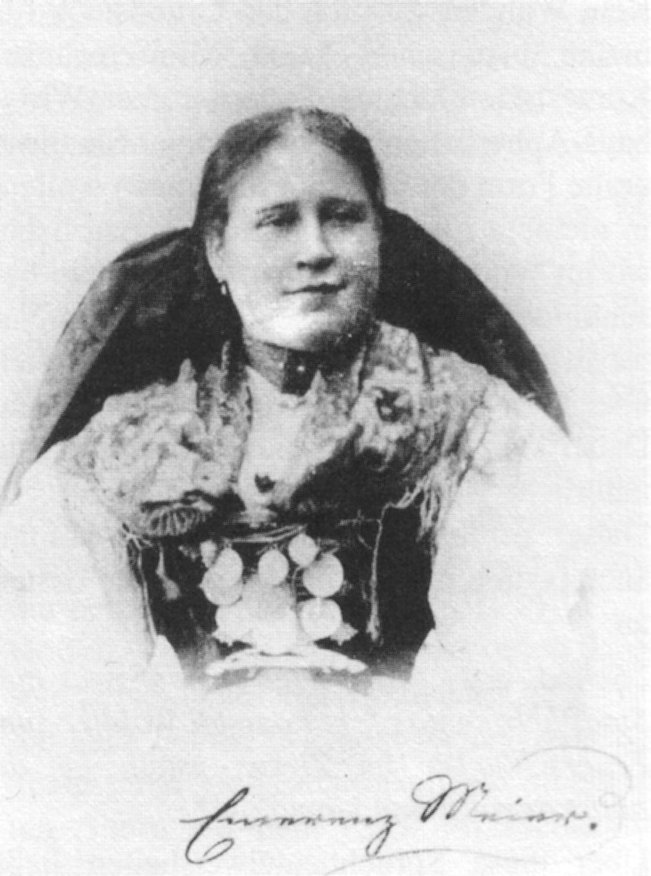
Emerenz Meier, vor 1925

- 03. Oktober: Emerenz Meier, deutsche Schriftstellerin († 1928)
- 04. Oktober: Agnes Smidt, deutsch-dänische Malerin († 1952)
- 05. Oktober: Alfred Angas Scott, englischer Ingenieur und Geschäftsmann († 1923)
- 05. Oktober: Isidore Thivrier, französischer Politiker und Widerstandskämpfer († 1944)
- 07. Oktober: Frederick Hale, US-amerikanischer Politiker († 1963)
- 08. Oktober: Hugo Süchting, deutscher Schachspieler († 1916)

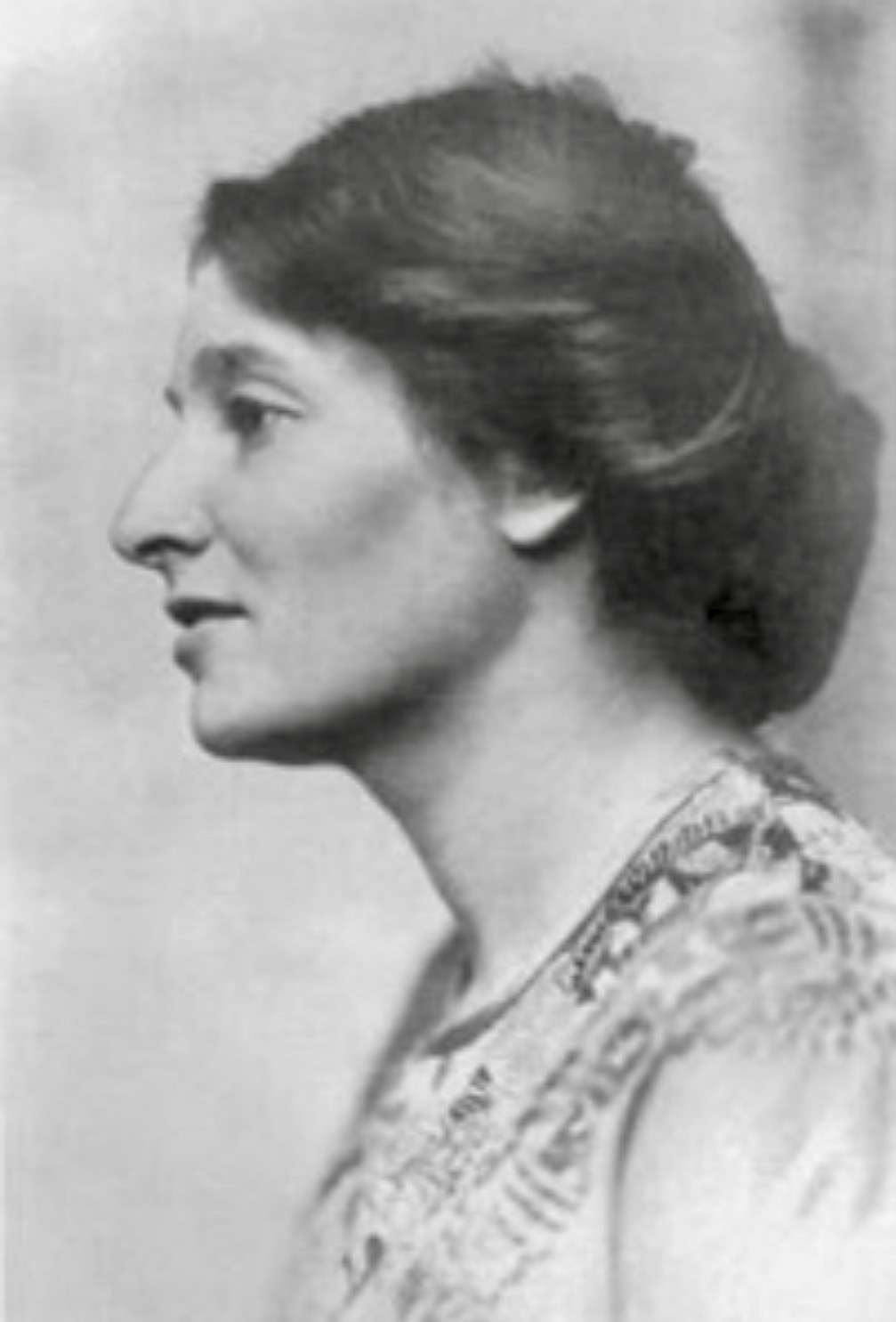
Else von Richthofen

- 08. Oktober: Else von Richthofen, deutsche Sozialwissenschaftlerin († 1973)
- 09. Oktober: Nicholas Roerich, russischer Maler und Schriftsteller († 1947)
- 14. Oktober: Thomas Ashby, britischer Klassischer Archäologe († 1931)
- 15. Oktober: Alfred von Sachsen-Coburg und Gotha, Erbprinz und Thronfolger des Doppelherzogtums († 1899)
- 15. Oktober: Selma Kurz, deutsche Opernsängerin († 1933)
- 16. Oktober: Otto Mueller, deutscher Maler des Expressionismus († 1930)
- 17. Oktober: Julio Fossa Calderón, chilenischer Maler († 1946)
- 17. Oktober: Ludwig Siebert, deutscher Politiker, bayerischer Ministerpräsident von 1933 bis 1942 († 1942)
- 20. Oktober: Charles Ives, US-amerikanischer Komponist († 1954)
- 21. Oktober: Albert Aftalion, französischer Ökonom und Konjunkturtheoretiker († 1956)
- 21. Oktober: Richard Benz, deutscher Industrieller und Automobilrennfahrer († 1955)
- 21. Oktober: Henri Guisan, Schweizer General († 1960)
- 21. Oktober: Eduard Tschunkur, deutscher Industriechemiker († 1946)
- 23. Oktober: Helma Heynsen-Jahn, deutsche Porträtmalerin († 1925)
- 23. Oktober: Otto Rühle, kommunistischer Politiker und Schriftsteller († 1943)
- 24. Oktober: Robert Zimmermann, Schweizer Jesuit, Hochschullehrer und Sprachwissenschaftler († 1931)
- 25. Oktober: Bertha Louise von Hessen-Philippsthal-Barchfeld, deutsche Adlige aus dem Haus Hessen und durch Heirat Fürstin im Fürstentum Lippe († 1919)
- 26. Oktober: Martin Lowry, englischer Chemiker († 1936)
- 26. Oktober: Abby Aldrich Rockefeller, US-amerikanische Mäzenin und Mitbegründerin des Museum of Modern Art († 1948)
- 28. Oktober: Franc Ksaver Meško, slowenischer katholischer Priester und Schriftsteller († 1964)
- 31. Oktober: Heinrich Arzt, deutscher Unternehmer († 1947)

### November
- 01. November: Karl Albert Hasselbalch, dänischer Physiker und Chemiker († 1962)

Rudolf Breitscheid

- 02. November: Rudolf Breitscheid, deutscher Politiker († 1944)
- 03. November: Florence Randal Livesay, kanadische Schriftstellerin, Übersetzerin und Journalistin († 1953)
- 04. November: Karl Oberle, deutscher Geistlicher, Dekan des Dekanates Alzey († 1942)
- 07. November: Sam Baker, US-amerikanischer Politiker († 1933)
- 07. November: Ernst Ziegler, deutscher Unternehmer und Kunstsammler († 1958)
- 08. November: Jewgeni Wiktorowitsch Tarle auch: Eugen Tarlé, sowjetischer Historiker († 1955)
- 09. November: Matthew M. Neely, US-amerikanischer Politiker († 1958)
- 09. November: Walter Rothkegel, deutscher Bodenkundler und Taxwissenschaftler († 1959)
- 09. November: Julio Romero de Torres, spanischer Maler († 1930)
- 11. November: Henriette Arendt, erste deutsche Polizistin († 1922)

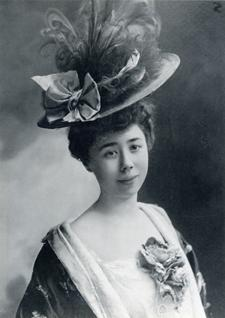
Marguerite Long

- 13. November: Marguerite Long, französische Pianistin († 1966)
- 13. November: Wilhelm Dittmann, deutscher Politiker († 1954)
- 14. November: William Sutherland Maxwell, kanadischer Bahai († 1952)
- 14. November: Johann Schober, österreichischer Jurist, Beamter und Politiker († 1932)
- 15. November: August Krogh, dänischer Arzt und Zoologe († 1949)
- 16. November: Alexandr Koltschak, russischer Admiral († 1920)
- 16. November: Leopold Ziegenbein, Kommodore des Norddeutschen Lloyd († 1950)
- 18. November: Anna Mollwo, deutsche Malerin († 1952)
- 18. November: Dionysius Ortsiefer, deutscher Franziskaner-Pater († 1946)
- 19. November: Otto Borngräber, deutscher Schriftsteller, Dramatiker und Dramaturg († 1916)
- 23. November: Charles Bollet, französischer Turner († 1951)
- 23. November: Theodore Lyman, US-amerikanischer Physiker († 1954)
- 26. November: Edmond Fleg, französischer Schriftsteller († 1963)
- 26. November: Konrad Hustaedt, deutscher Heimatforscher, Kunsthistoriker und Landeskonservator († 1948)
- 27. November: Johannes Baumann, Schweizer Politiker und Bundespräsident († 1953)
- 27. November: František Erben, tschechoslowakischer Kunstturner († 1942)
- 27. November: Ildefons Herwegen, deutscher Mönch und Historiker († 1946)

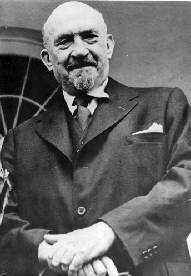
Chaim Weizmann, 1948

- 27. November: Chaim Weizmann, erster Präsident Israels († 1952)
- 28. November: Hans Sachs, deutscher Reichstagsabgeordneter († 1947)
- 29. November: António Caetano de Abreu Freire Egas Moniz, portugiesischer Neurologe und Nobelpreisträger († 1955)
- 29. November: Wilhelm Münker, Mitbegründer des deutschen Jugendherbergswerkes, Naturschützer († 1970)
- 30. November: Friedrich Hasenöhrl, österreichischer Physiker († 1915)
- 30. November: Clemens Konermann, deutscher römisch-katholischer Pfarrer († 1971)

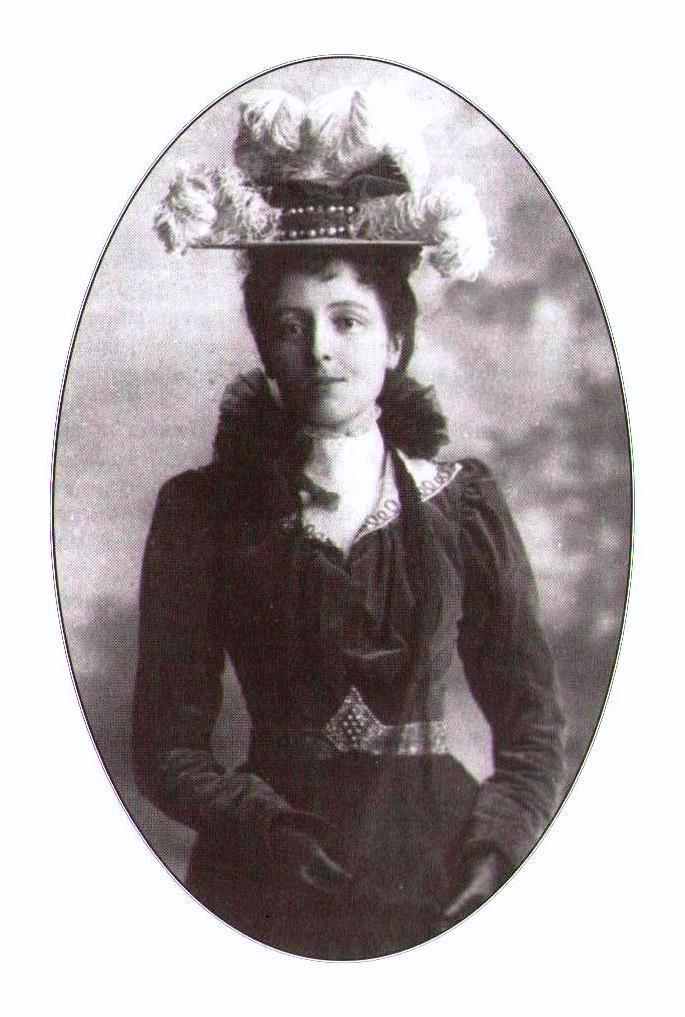
Lucy Maud Montgomery

- 30. November: Lucy Maud Montgomery, kanadische Schriftstellerin († 1942)

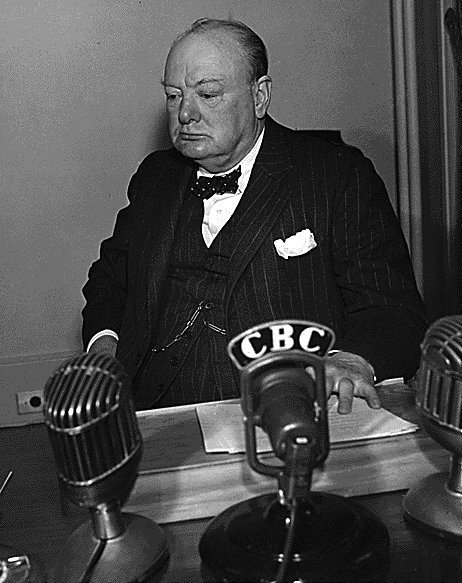
Winston Churchill, 1943

- 30. November: Winston Churchill, britischer Premierminister († 1965)

### Dezember
- 02. Dezember: Adolf Karl Paul Ammon, deutscher Industrieller († 1958)
- 02. Dezember: Johannes Hanssen, norwegischer Komponist, Dirigent und Militärmusiker († 1967)
- 06. Dezember: Ascan Lutteroth, deutscher Landgerichtsdirektor († 1960)
- 08. Dezember: Oscar Louis Auf der Heide, US-amerikanischer Politiker († 1945)

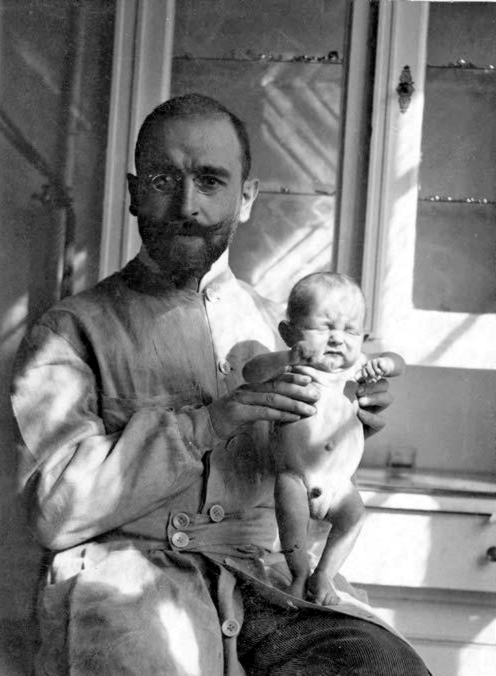
Ernst Moro, 1904

- 08. Dezember: Ernst Moro, deutscher Kinderarzt († 1951)
- 11. Dezember: Paul Wegener, deutscher Schauspieler und Regisseur († 1948)
- 13. Dezember: Ludwig Curtius, deutscher Klassischer Archäologe († 1954)
- 14. Dezember: Adam Stegerwald, deutscher Politiker, Mitbegründer der christlichen Gewerkschaften in Deutschland († 1945)
- 16. Dezember: Johann Michael Bossard, Schweizer Künstler († 1950)

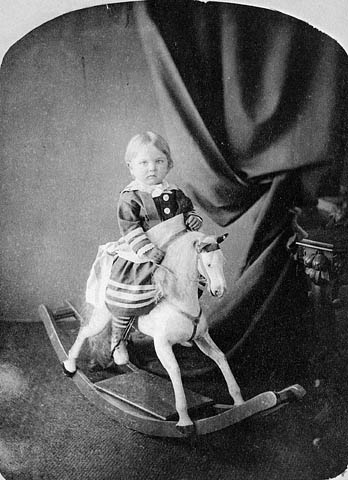
William Lyon Mackenzie King im Alter von zwei Jahren

- 17. Dezember: William Lyon Mackenzie King, kanadischer Politiker († 1950)
- 18. Dezember: Hermann Braun, deutscher Automobilrennfahrer († 1942)
- 19. Dezember: Max Adalbert, deutscher Theater- und Filmschauspieler († 1933)
- 19. Dezember: Adolph Ernst Knoch, US-amerikanischer Autor theologischer Schriften und Bibelherausgeber († 1965)
- 20. Dezember: Paul Fleurot, französischer Politiker († 1946)
- 21. Dezember: Tadeusz Boy-Żeleński, polnischer Dichter († 1941)
- 21. Dezember: Lynn Frazier, US-amerikanischer Politiker († 1947)
- 22. Dezember: Erhard Auer, erster Innenminister des Freistaats Bayern († 1945)
- 22. Dezember: Franz Schmidt, österreichischer Komponist († 1939)
- 24. Dezember: William King Hale, US-amerikanischer Lokalpolitiker, Viehzüchter und Mörder († 1962)
- 26. Dezember: Frederic von Rosenberg, deutscher Politiker und Außenminister († 1937)
- 26. Dezember: Léon Rothier, französischer Sänger (Bass) († 1951)
- 26. Dezember: Norman Angell, britischer Schriftsteller und Publizist, Friedensnobelpreisträger († 1967)
- 26. Dezember: Rose Stoppel, erste Professorin für Botanik in Deutschland († 1970)
- 26. Dezember: Rosa Albach-Retty, österreichische Schauspielerin († 1980)

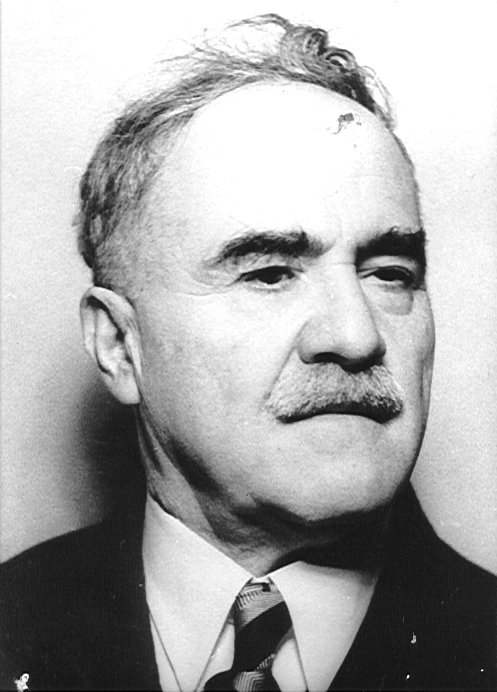
Max Huber

- 28. Dezember: Max Huber, Schweizer Jurist, Präsident des Internationalen Komitees vom Roten Kreuz († 1960)
- 29. Dezember: Pjotr Spiridonowitsch Agafoschin, russischer Gitarrist und Musikpädagoge († 1950)
- 29. Dezember: François Brandt, niederländischer Ruderer († 1949)
- 29. Dezember: Gaspar Camps i Junyent, spanischer Maler († 1942)
- 30. Dezember: Alfred Nissle, deutscher Arzt und Wissenschaftler († 1965)
- 30. Dezember: Janko Jesenský, slowakischer Schriftsteller († 1945)
- 31. Dezember: Stephen Lucas Bridges, argentinischer Schriftsteller, Ethnograph und Farmer († 1949)

### Genaues Geburtsdatum unbekannt
- Eugen Abele, deutscher Pfarrer und Heimatforscher († 1951)
- Herbert Adams, englischer Schriftsteller († 1958)
- Faraḥ Anṭūn, syrischer Journalist († 1922)
- Francis George Atkinson, britischer Verwaltungsbeamter († 1902)
- Joseph Kekuku, hawaiischer Musiker († 1932)
- Mariette Mazarin, belgische Opernsängerin († 1953)
- Georges Teste, französischer Motorrad- und Automobilrennfahrer († unbekannt)

## Gestorben

### Januar bis März
- 01. Januar: Johann Georg Ramsauer, österreichischer Bergwerksbeamter und Prähistoriker (* 1795)
- 03. Januar: Theodor von Mörner, deutscher Historiker und Archivar (* 1817)
- 04. Januar: Wilhelm Amsinck, deutscher Jurist, Politiker und Hamburger Senatssyndikus (* 1793)
- 06. Januar: Robert Emmett Bledsoe Baylor, US-amerikanischer Soldat, Richter, Pfarrer, Politiker und Mitbegründer der Baylor University (* 1793)
- 07. Januar: John Burton Thompson, US-amerikanischer Politiker (* 1810)
- 08. Januar: Charles Étienne Brasseur de Bourbourg, französischer Historiker, Ethnologe und Archäologe (* 1814)
- 09. Januar: Hermann Friedrich Autenrieth, deutscher Mediziner (* 1799)
- 12. Januar: Samuel Weishaupt, Schweizer Theologe und Chorleiter (* 1794)
- 13. Januar: Victor Baltard, französischer Architekt (* 1805)

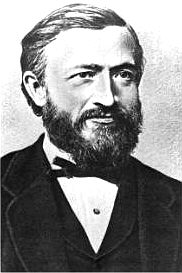
Philipp Reis

- 14. Januar: Philipp Reis, deutscher Lehrer und Erfinder (* 1834)
- 17. Januar: Chang und Eng Bunker, siamesische Zwillinge (* 1811)
- 17. Januar: Claude de Perrot, Schweizer evangelischer Geistlicher und Hochschullehrer (* 1789)
- 18. Januar: Friedrich Wilhelm Rembert von Berg, russischer Feldmarschall (* 1794)

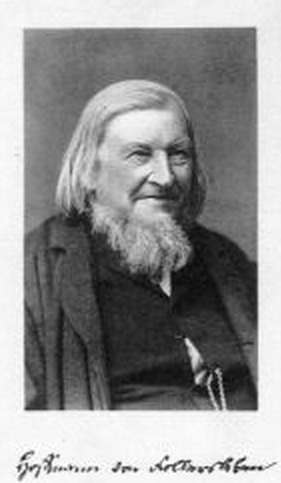
August Heinrich Hoffmann von Fallersleben

- 19. Januar: August Heinrich Hoffmann von Fallersleben, Dichter, Verfasser des Lieds der Deutschen (* 1798)
- 20. Januar: Hall J. Kelley, US-amerikanischer Schriftsteller und Lehrer (* 1790)
- 21. Januar: Euphrosyne Parepa-Rosa, englische Opernsängerin (* 1836)
- 28. Januar: Ludwig Karl Wilhelm von Gablenz, österreichischer General der Kavallerie (* 1814)
- 31. Januar: Enno Wilhelm Hektor, deutscher Autor sozialkritischer Bücher, von Gedichten und Theaterstücken (* 1820)

- 02. Februar: Lukas Jäger, praktischer Arzt, konservativ-katholischer Publizist, Gründer der „Konservativen und Großdeutschen Partei“ in der Pfalz (* 1811)
- 03. Februar: Lunalilo, König von Hawaii (* 1835)
- 03. Februar: John Prince-Smith, Volkswirt und Manchesterliberaler in Deutschland (* 1809)
- 04. Februar: Hartvig Nissen, norwegischer Schulreformer (* 1815)
- 05. Februar: Moriz Haupt, klassischer Philologe und Germanist (* 1808)
- 08. Februar: David Friedrich Strauß, deutscher Schriftsteller, Philosoph und Theologe (* 1808)
- 09. Februar: Jules Michelet, französischer Historiker (* 1798)
- 11. Februar: Nicholas Trist, US-amerikanischer Diplomat (* 1800)
- 14. Februar: Armand Barthet, französischer Dichter (* 1820)
- 15. Februar: Franz Karl Lott, österreichischer Philosoph und Hochschullehrer (* 1807)
- 15. Februar: Sophie Petersen, dänische Frauenrechtlerin (* 1837)
- 17. Februar: Adolphe Quetelet, belgischer Mathematiker, Statistiker und Astronom (* 1796)
- 22. Februar: Heinrich von Maltzan, deutscher Orientalist und Schriftsteller (* 1826)
- 26. Februar: George Hesekiel, deutscher Journalist und Schriftsteller (* 1819)
- 02. März: Neil Arnott, schottischer Arzt (* 1788)
- 02. März: Nathan K. Hall, US-amerikanischer Politiker (* 1810)
- 05. März: Elise Schleiden, deutsche Malerin (* 1785)
- 08. März: Millard Fillmore, US-amerikanischer Politiker (* 1800)
- 10. März: Jacques Martin, Schweizer evangelische Geistlicher (* 1794)
- 11. März: Balthasar Conrad Euler, deutscher Orgelbauer (* 1791)
- 14. März: Johann Heinrich von Mädler, deutscher Astronom (* 1794)
- 16. März: Heinrich Schaumberger, deutscher Dichter und Erzähler (* 1843)
- 20. März: Hans Christian Lumbye, dänischer Komponist (* 1810)
- 22. März: Richard Brenner, deutscher Afrikaforscher (* 1833)
- 28. März: Peter Andreas Hansen, deutscher Astronom (* 1795)
- 30. März: Carl Julian von Graba, königlich dänischer Justizrat (* 1799)

### April bis Juli
- 01. April: Carl Heinrich Arnold, deutscher Tapetenfabrikant (* 1793)
- 07. April: Wilhelm von Kaulbach, deutscher Maler (* 1804)
- 10. April: Heinrich von Kittlitz, deutscher Ornithologe, Naturforscher, Reisender, Zeichner (* 1799)
- 17. April: Eugen von Puttkamer, deutscher Jurist (* 1800)
- 20. April: Gustav Blaeser, deutscher Bildhauer (* 1813)
- 01. Mai: Niccolò Tommaseo, italienischer Schriftsteller (* 1802)
- 01. Mai: Vilém Blodek, tschechischer Komponist (* 1834)
- 07. Mai: Jacques Adolphe Charles Rovers, niederländischer Klassischer Philologe und Historiker (* 1803)
- 18. Mai: Wilhelm Legrand, Schweizer evangelischer Geistlicher (* 1794)
- 31. Mai: Felician Martin von Zaremba, russischer Diplomat, Prediger und Missionar (* 1794)
- 31. Mai: Rudolf Usinger, deutscher Geschichtsforscher (* 1835)
- 04. Juni: Christian Friedrich Schubert, deutscher Lehrer und Politiker (* 1808)
- 04. Juni: Franz Winiewski, deutscher Altphilologe (* 1802)
- 05. Juni: Hans Jakob Pestalozzi, Schweizer Jurist und Politiker (* 1801)
- 08. Juni: James W. Gazlay, US-amerikanischer Politiker (* 1784)
- 12. Juni: Vinzenz Zusner, österreichischer Dichter und Unternehmer (* 1804)
- 14. Juni: Félix Bungener, französisch-schweizerischer evangelischer Geistlicher (* 1814)
- 14. Juni: Georg August Pritzel, deutscher Bibliothekar und botanischer Schriftsteller (* 1815)
- 20. Juni: Carl Heinrich Edmund von Berg, deutscher Forstmann und Lehrer (* 1800)

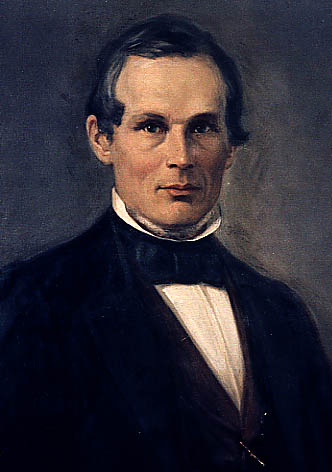
Anders Ångström

- 21. Juni: Anders Jonas Ångström, schwedischer Astronom und Physiker (* 1814)
- 21. Juni: Paul Mendelssohn-Bartholdy, deutscher Bankier (* 1812)
- 22. Juni: Howard Staunton, britischer Schachspieler, -journalist und Shakespeare-Forscher (* 1810)
- 24. Juni: Johann Christoph Kröger, deutscher Pädagoge und Theologe (* 1792)
- 26. Juni: Alfred Jacob Miller, US-amerikanischer Maler (* 1810)
- 28. Juni: Manuel Gutiérrez de la Concha, spanischer General (* 1808)
- 28. Juni: Katharine Russell, Viscountess Amberley, britische Adelige und Suffragette (* 1842)
- 05. Juli: August Sohlmann, schwedischer Publizist (* 1824)
- 05. Juli: Wilhelm Vischer-Bilfinger, schweizerischer Altphilologe und Politiker (* 1808)
- 07. Juli: John Heneage Jesse, englischer Historiker und Schriftsteller (* 1808)
- 11. Juli: Tod Caldwell, US-amerikanischer Politiker (* 1818)
- 12. Juli: Fritz Reuter, deutscher Schriftsteller (* 1810)
- 14. Juli: Franz Stelzhamer, österreichischer Dichter und Novellist (* 1802)
- 19. Juli: Napoléon Lannes de Montebello, französischer Staatsmann und Diplomat (* 1801)
- 21. Juli: Ferdinand von Droste zu Hülshoff, deutscher Ornithologe und Schriftsteller (* 1841)
- 22. Juli: Johann Friedrich Bruch, deutscher Theologe (* 1792)
- 27. Juli: Anselm Salomon von Rothschild, österreichischer Bankier (* 1803)

### August bis Dezember
- 01. August: Gustav Zimmermann, deutscher Politiker und Publizist (* 1808)
- 02. August: Heinrich Ahrens, deutscher Rechtsphilosoph (* 1808)
- 02. August: August Anschütz, deutscher Rechtswissenschaftler (* 1826)
- 04. August: Otto Hesse, deutscher Mathematiker (* 1811)
- 05. August: Franz Härter, elsässischer Pfarrer (* 1797)
- 14. August: Julius Freudenthal, deutscher Komponist und Numismatiker (* 1805)
- 24. August: Georg Benjamin Mendelssohn, deutscher Geograph, Hochschullehrer und Schriftsteller (* 1794)
- 03. September: Karl Eduard Arnd, deutscher Geschichtsschreiber (* 1802)
- 05. September: Louis-Constant Henriod, Schweizer evangelischer Geistlicher (* 1814)
- 23. September: Harris Flanagin, US-amerikanischer Politiker (* 1817)
- 29. September: Wilhelm Amandus Auberlen, württembergischer Lehrer, Musiker und Komponist (* 1798)
- 19. Oktober: Hermann Schwabe, deutscher Statistiker (* 1830)
- 19. Oktober: Hippolyte de Fontmichel, französischer Komponist (* 1799)
- 23. Oktober: Abraham Geiger, Angehöriger der jüdischen Reformbewegung (* 1810)
- 26. Oktober: Peter Cornelius, deutscher Komponist (* 1824)
- 27. Oktober: Karl Ludwig Grotefend, deutscher Historiker und Numismatiker (* 1807)
- 02. November: Thomas Anderson, schottischer Chemiker und Mediziner (* 1819)
- 02. November: Phoebe Palmer, US-amerikanische methodistische Heiligungspredigerin und Sozialaktivistin (* 1807)
- 03. November: Ernst Achtung, deutscher Kaufmann (* 1837)
- 04. November: Joseph Burkart, deutscher Bergrat und Forschungsreisender (* 1798)
- 21. November: Marià Fortuny, spanischer Maler (* 1838)
- 07. Dezember: Konstantin von Tischendorf, deutscher evangelischer Theologe und Handschriftenforscher (* 1815)
- 10. Dezember: Friedrich August Belcke, deutscher Posaunist und Komponist (* 1795)
- 23. Dezember: Friedrich Bruckbräu, deutscher Schriftsteller und Übersetzer (* 1792)
- 24. Dezember: Hermann Püttmann, deutscher demokratischer und sozialistischer Publizist (* 1811)
- 27. Dezember: Ernst Litfaß, deutscher Drucker und Erfinder (Litfaßsäule) (* 1816)
- 29. Dezember: August Hergenhahn, deutscher Politiker, Ministerpräsident des Herzogtums Nassau (* 1804)
- 30. Dezember: Friedrich Matz der Ältere, deutscher Archäologe (* 1843)
- 31. Dezember: Julius von Leypold, deutscher Landschaftsmaler (* 1806)

### Genaues Todesdatum unbekannt
- Jean-Félicité-Théodore Ortolan, französischer Seerechtsexperte (* 1808)